# Genocídio na Faixa de Gaza
De acordo com um comitê especial da Organização das Nações Unidas e vários especialistas e organizações de direitos humanos, incluindo a Anistia Internacional e a Human Rights Watch, Israel está cometendo genocídio contra o povo palestino durante sua invasão e bombardeio contínuos da Faixa de Gaza como parte da guerra em Gaza. Vários observadores, incluindo o Comitê Especial da ONU para investigar as práticas israelenses e a Relatora Especial das Nações Unidas, citaram declarações de altos funcionários israelenses que podem indicar uma "intenção de destruir" a população de Gaza, no todo ou em parte, uma condição necessária para caracterizar legalmente um genocídio.
Desde o início do conflito em 7 de Outubro de 2023, passando pelo cessar-fogo temporario de 19 de Janeiro de 2025 e terminando na última contagem de mortos em 23 de Julho de 2025, a campanha terrestre e aérea de Israel em Gaza matou cerca de 59 219 pessoas.   A maioria das vítimas são civis, das quais pelo menos 50% são mulheres e crianças. Em comparação com outros conflitos globais recentes, o número de mortes conhecidas de jornalistas, trabalhadores humanitários e de saúde e crianças está entre os mais altos. Ataques israelitas assassinaram 200 jornalistas e profissionais da comunicação social, mais de 270 funcionários da ONU, 22 funcionários da Cruz Vermelha, 33 funcionários do Crescente Vermelho e 254 trabalhadores humanitários desde 7 de outubro de 2023. Acredita-se que milhares de outros cadáveres estejam sob os escombros de edifícios destruídos. A revista The Lancet estimou mais de 70.000 mortes devido a ferimentos traumáticos. O número de feridos é superior a 143 000;  Gaza tem o maior número de crianças amputadas per capita do mundo. Em março de 2025, apenas 10 dos 36 hospitais de Gaza estavam funcionando completa ou parcialmente; 84% dos centros de saúde foram destruídos ou sofreram danos.
Mais de 1,9 milhão de palestinos – 90% da população de Gaza – foram  deslocados à força. Um bloqueio israelense imposto contribuiu fortemente para a fome e a ameaça de fome em Gaza, enquanto alguns civis israelenses bloquearam ou atacaram comboios de ajuda que entregavam suprimentos humanitários através da fronteira. No início do conflito, Israel cortou o abastecimento de água e eletricidade de Gaza. Israel também destruiu vários edifícios culturalmente importantes, como todas as 12 universidades de Gaza, 80% de suas escolas, e várias mesquitas, igrejas, museus e bibliotecas.
O governo da África do Sul instaurou um processo, África do Sul v. Israel, contra Israel na Corte Internacional de Justiça (CIJ), alegando uma violação da Convenção para a Prevenção e a Repressão do Crime de Genocídio. Em uma decisão inicial, a CIJ considerou que a África do Sul tinha o direito de apresentar seu caso contra Israel, e os palestinos foram reconhecidos como tendo o direito de proteção contra genocídio. O tribunal ordenou que Israel observasse suas obrigações nos termos da Convenção sobre Genocídio, tomando todas as medidas ao seu alcance para impedir a prática de atos de genocídio, impedir e punir o incitamento ao genocídio e permitir a entrada de serviços humanitários básicos em Gaza. Posteriormente, o tribunal também ordenou que Israel aumentasse a ajuda humanitária em Gaza e impedisse atos genocidas durante a ofensiva de Rafah. O governo israelense negou as alegações da África do Sul.

## Histórico
A Guerra da Palestina de 1948 resultou no estabelecimento de Israel na maior parte do que havia sido o Mandato Britânico da Palestina, com exceção de dois territórios separados que ficaram conhecidos como Cisjordânia e Faixa de Gaza, ocupados pela Jordânia e pelo Egito, respectivamente. Após a Guerra dos Seis Dias de 1967, Israel ocupou os territórios palestinos da Cisjordânia e da Faixa de Gaza. O período subsequente testemunhou duas revoltas populares dos palestinos contra a ocupação israelense; a Primeira e a Segunda Intifadas, em 1987 e 2000. A última terminou com a retirada unilateral de Israel de Gaza em 2005.

Composição do parlamento palestino após as eleições de janeiro de 2006

Em 2006, o Hamas obteve a maioria nas eleições legislativas na Autoridade Palestina, criando um equilíbrio de poder desconfortável com o outro grande partido político, o Fatah. Isso levou a uma guerra civil entre os dois partidos, com o Hamas assumindo por fim o controle de Gaza e o Fatah reivindicando o controle da Cisjordânia. No início de 2007, um breve governo de unidade foi negociado entre os dois, interrompido pela guerra civil.
A partir de 2007, a Faixa de Gaza passou a ser governada pelo Hamas, um grupo militante islâmico, enquanto a Cisjordânia permaneceu sob o controle da Autoridade Palestina liderada pelo Fatah. Depois que o Hamas assumiu o controle, Israel impôs um bloqueio à Faixa de Gaza que prejudicou significativamente sua economia. Israel justificou o bloqueio citando preocupações com a segurança, mas grupos de direitos internacionais consideraram o bloqueio  uma forma de punição coletiva. A UNRWA informou que, devido ao bloqueio, 81% dos habitantes de Gaza estavam vivendo abaixo do nível de pobreza em 2023, com 63% em situação de insegurança alimentar e dependentes de assistência internacional.
A Organização para a Libertação da Palestina recebeu o status de Observador na ONU em 1974, e em 2011 a Palestina solicitou para se tornar um membro pleno, mas o Conselho de Segurança da ONU se recusou a aprovar o pedido. Isso estimulou a Assembleia Geral a conceder à Palestina uma atualização de status em 2012 para um "estado observador não membro", permitindo assim que o Tribunal Penal Internacional e o Tribunal Internacional de Justiça supervisionassem quaisquer procedimentos legais para a Palestina.
Desde 2007, Israel e o Hamas, juntamente com outros grupos militantes palestinos menores baseados em Gaza, entraram em conflito, incluindo quatro guerras em 2008-2009, 2012, 2014 e 2021. Esses conflitos mataram aproximadamente 6.400 palestinos e 300 israelenses. Em 2018-2019, houve grandes protestos semanais organizados perto da fronteira entre Gaza e Israel, que foram violentamente reprimidos por Israel, cujos atiradores mataram centenas e feriram milhares de palestinos. Logo após o início da crise Israel-Palestina de 2021, a ala militar do Hamas, as Brigadas Al-Qassam, começou a planejar a operação de 7 de outubro de 2023 contra Israel. De acordo com diplomatas, o Hamas havia dito repetidamente nos meses anteriores a outubro de 2023 que não queria outra escalada militar em Gaza, pois isso agravaria a crise humanitária que ocorreu após o conflito de 2021.
Em 7 de outubro de 2023, o Hamas liderou um ataque a Israel a partir de Gaza, resultando em pelo menos 1.139 mortes, a maioria delas de civis. Israel respondeu com uma campanha de bombardeio altamente destrutiva seguida de uma invasão da Faixa de Gaza em 27 de outubro, que continuaram a desenrolar-se até ao cessar-fogo de 19 de Janeiro de 2025. Em 18 de Março de 2025, Israel quebrou o cessar-fogo e os bombardeamentos do território continuaram. Alguns estudiosos argumentaram que houve genocídio contra os palestinos antes dos ataques de 7 de outubro, mas a campanha militar israelense em Gaza foi caracterizada como genocida pela África do Sul e por outros defensores do argumento do genocídio.
As autoridades do Hamas disseram que o ataque foi uma resposta à ocupação israelense da Cisjordânia, ao bloqueio da Faixa de Gaza, à violência dos colonos israelenses contra os palestinos, às restrições ao movimento dos palestinos e à detenção de milhares de palestinos, muitos sem acusações, que o Hamas tentou libertar fazendo reféns israelenses. Diversos analistas identificaram o contexto mais amplo da ocupação israelense como causa da guerra. A Associated Press escreveu que os palestinos estão "desesperados com a ocupação interminável na Cisjordânia e o bloqueio sufocante de Gaza". Várias organizações de direitos humanos, incluindo a Anistia Internacional, B'Tselem, e Human Rights Watch compararam a ocupação israelense ao apartheid; os apoiadores de Israel contestam essa caracterização. Um parecer consultivo da Corte Internacional de Justiça publicado em julho de 2024 afirmou que a ocupação é ilegal e disse que ela violou o Artigo 3 da Convenção Internacional sobre a Eliminação de Todas as Formas de Discriminação Racial, que proíbe a segregação racial e o apartheid.

### Definição de genocídio e desafios legais
A Convenção sobre Genocídio de 1948 define genocídio como atos cometidos com a intenção de destruir, no todo ou em parte, um grupo nacional, étnico, racial ou religioso, incluindo matar, causar danos, impedir nascimentos e transferir crianças à força. A responsabilização legal por genocídio tem enfrentado obstáculos significativos, com a CIJ nunca responsabilizando um Estado e o Tribunal Penal Internacional enfrentando pressão política e sanções, especialmente de Israel e dos EUA, durante a guerra de Gaza. O limiar legal para a intenção genocida continua sendo uma barreira importante para a acusação. A definição mais ampla de Raphael Lemkin incluía a destruição cultural e social, enquanto as definições acadêmicas enfatizam ações organizadas e em larga escala visando à sobrevivência de um grupo. O genocídio é muitas vezes considerado o ápice da criminalidade, pior do que outras atrocidades que causam tanta morte e destruição de civis. Não é necessário um número mínimo de vítimas para uma decisão sobre genocídio, como visto no caso sobre o genocídio ruainga Gâmbia v Myanmar.

## Atos de genocídio
- Destruição causada pelo bombardeio israelense no campo de Jabalia, na Faixa de Gaza
- Parentes de palestinos que morreram em ataques aéreos israelenses se reúnem ao redor dos corpos
- Um bebê recém-nascido morto em decorrência de um ataque aéreo israelense
- Vista aérea de Al-Mawasi, onde os palestinos deslocados vivem em tendas, Faixa de Gaza
- Entrevistas em vídeo realizadas com vários sobreviventes dos ataques aéreos israelenses de outubro de 2023.

### Assassinatos diretos
Durante os dois primeiros meses de bombardeio, Israel lançou 25.000 toneladas de explosivos na Faixa de Gaza. Muitas delas eram bombas não guiadas lançadas em áreas densamente povoadas, destruindo bairros inteiros. Desde 7 de outubro de 2023, as FDI têm sido acusadas de assassinatos extrajudiciais de detentos palestinos desarmados, médicos e profissionais de saúde. Soldados israelenses executaram sumariamente civis palestinos, muitas vezes na frente de suas famílias. Eles mataram palestinos agitando bandeiras brancas. Em abril de 2024, foram encontradas valas comuns contendo cadáveres com as mãos amarradas. Os cadáveres incluíam mulheres e idosos.
A ONU e muitos meios de comunicação estimaram que cerca de 70% dos palestinos mortos em Gaza são mulheres e crianças, com pelo menos 20.000 palestinos mortos em Gaza até dezembro de 2023. Em 14 de janeiro de 2024, 100 dias após Israel ter iniciado seu ataque a Gaza, mais de 23.900 pessoas haviam sido confirmadas como mortas. Em 10 de maio, as mortes haviam ultrapassado 35.000, um terço delas corpos não identificados, com mais de 10.000 corpos adicionais estimados como enterrados sob os escombros. Nas primeiras três semanas, os ataques israelenses mataram mais crianças em Gaza do que as que foram mortas em todo o mundo em todas as zonas de conflito somadas em qualquer ano desde 2019. Mais de 52.000 pessoas haviam sido feridas até dezembro de 2023, e em maio de 2024 esse número havia aumentado para mais de 77.700. Até março de 2025, o Escritório das Nações Unidas para a Coordenação de Assuntos Humanitários relatou que 50.144 palestinos haviam sido assassinados no conflito, incluindo mais de 15 mil crianças, mais de 8 mil mulheres e quase 4 mil idosos.

Citando vários oficiais israelenses de campo e de inteligência da guerra em Gaza, a +972 Magazine e a Local Call informaram que, de acordo com duas fontes, as FDI decidiram, nas primeiras semanas da guerra, autorizar o assassinato de até 15 a 20 civis por militante de baixo escalão, enquanto que para um militante sênior, como um comandante de brigada ou batalhão, foi autorizado o assassinato de mais de 100 civis. Um oficial de inteligência também disse que Israel não estava interessado em matar agentes palestinos quando eles estavam envolvidos em uma atividade militar ou em um prédio militar apenas, mas preferia bombardeá-los em suas casas de família "sem hesitação" como primeira opção, dizendo: "É muito mais fácil bombardear a casa de uma família", onde é mais fácil localizá-la e atingi-la. Outro oficial de inteligência disse que, ao atingir militantes juniores, Israel usava apenas bombas não guiadas, que podem destruir prédios inteiros, para não "desperdiçar bombas caras em pessoas sem importância".

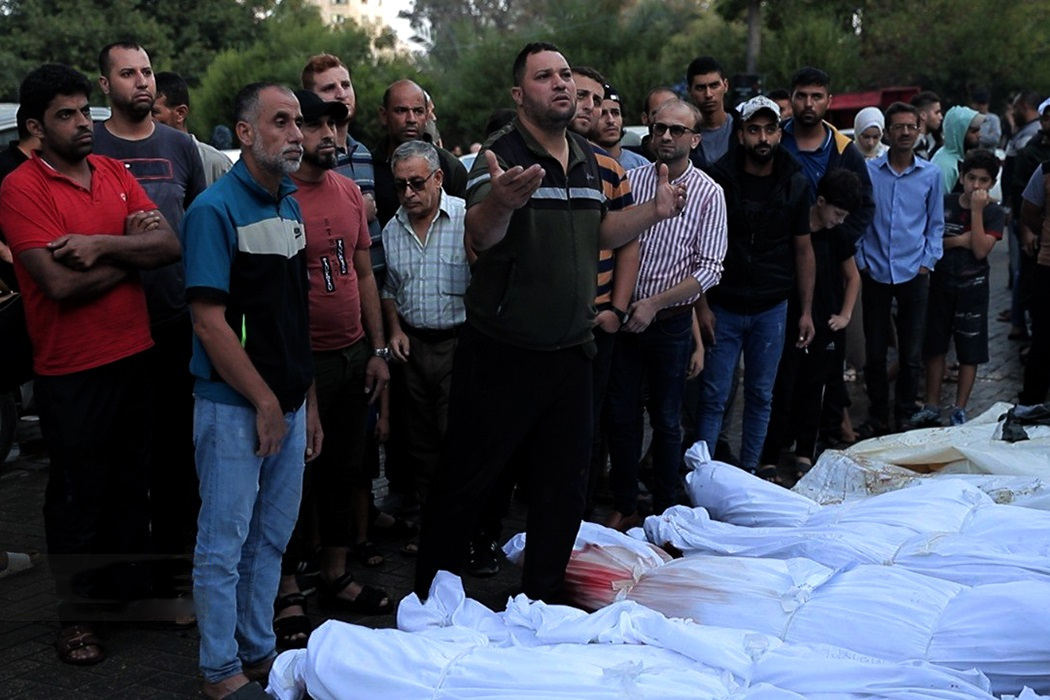
Palestinianos com sacos de cadáveres, na Faixa de Gaza, Outubro de 2023

Em março de 2024, o Haaretz relatou que alguns comandantes israelenses haviam criado "zonas de extermínio" nas quais os soldados eram ordenados a atirar e matar qualquer pessoa que avistasse, mesmo que estivesse desarmada. Em junho de 2024, a Associated Press descreveu que a campanha de Israel em Gaza estava matando linhagens inteiras de famílias palestinas em um "grau nunca visto antes".
De acordo com o testemunho dado ao Knesset israelense, os soldados israelenses que dirigem escavadeiras blindadas D9 de 62 toneladas receberam ordens de "atropelar terroristas, vivos e mortos, às centenas". A proporção de mulheres e crianças entre os mortos foi contestada. Em 7 de maio de 2024, o total de mortes citado pela ONU era de 34.735, das quais 24.686 foram totalmente identificadas. Entre os totalmente identificados, 52% eram mulheres e crianças, 8% eram idosos de todos os gêneros e 40% eram homens. Em novembro de 2024, a ONU publicou uma análise abrangendo apenas as vítimas verificadas por pelo menos três fontes independentes durante seis meses entre novembro de 2023 e abril de 2024. Ela constatou que 70% das 8.119 fatalidades verificadas eram mulheres e crianças. Em novembro de 2024, o Ministério da Saúde de Gaza informou que 1.410 famílias de Gaza haviam sido completamente apagadas do registro civil como resultado dos bombardeios israelenses.

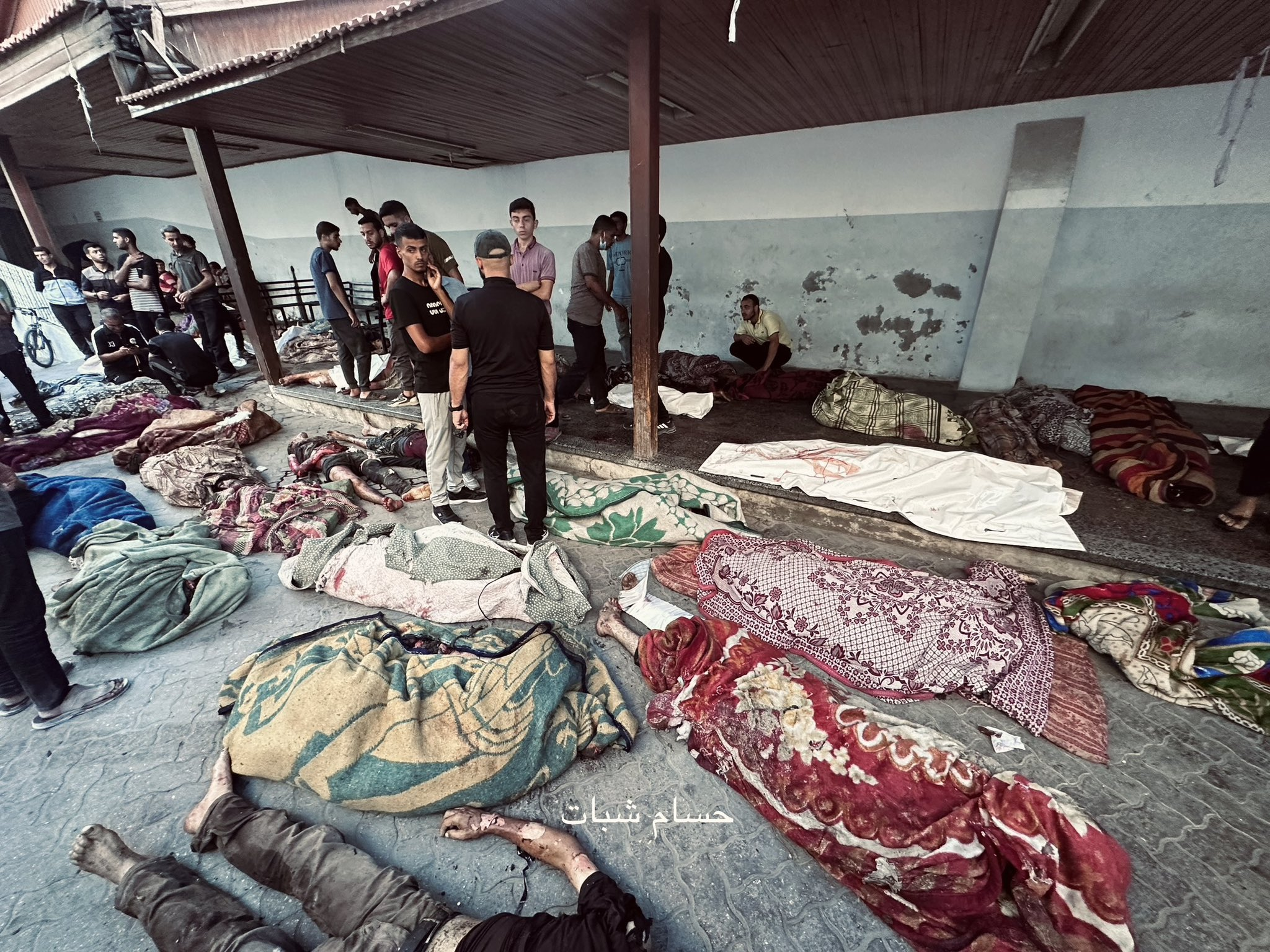
Vítimas do massacre na escola de Al-Tabieen, realizado por Israel em 10 de agosto de 2024

Com o desenrolar do conflito, a coleta de dados tornou-se cada vez mais difícil para o Ministério da Saúde de Gaza (MoH) devido à destruição da infraestrutura. O ministério teve que complementar seus relatórios habituais com base nos mortos do hospital com outras fontes de informação, incluindo relatórios da mídia e socorristas, bem como famílias enlutadas e viúvas, que devem registrar formalmente as mortes de seus maridos para se qualificarem para assistência do governo. O professor de economia Mike Spagat analisou os relatórios do ministério e constatou a necessidade urgente de uma metodologia transparente para conciliar seus números principais de mortes - 34.535 em 30 de abril - com suas análises detalhadas que somavam 24.653 na mesma data. Os números do ministério para o número total de mortos também foram contestados pelas autoridades israelenses, mas foram aceitos como precisos pelos serviços de inteligência israelenses, pela ONU e pela OMS.

Um estudo de fevereiro de 2025 publicado no The Lancet estimou que a expectativa de vida na Faixa de Gaza entre outubro de 2023 e setembro de 2024 diminuiu em 34,9 anos, excluindo mortes indiretas, como por desnutrição ou interrupção dos serviços de saúde. O estudo também usou dados de censo e registro para avaliar a confiabilidade da contagem de mortes do Ministério da Saúde de Gaza e não encontrou erros substanciais.

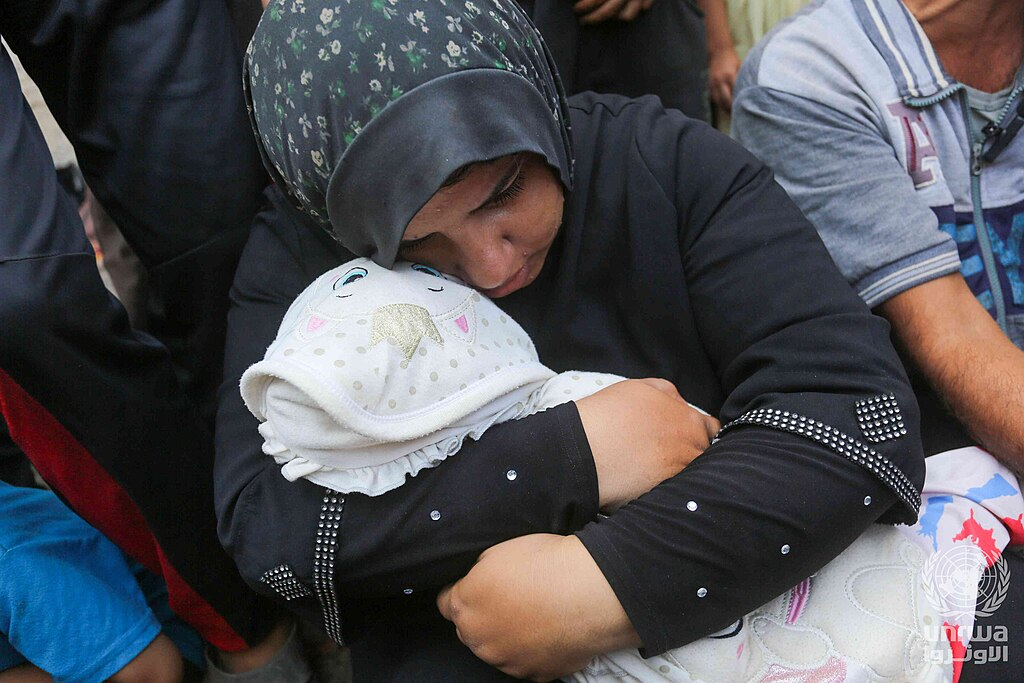
Uma mãe chora por sua filha de 4 anos, que morreu devido à subnutrição e à falta de tratamento

### Mortes indiretas
Rasha Khatib, Martin McKee e Salim Yusuf publicaram na seção de correspondência da revista The Lancet uma estimativa do número de mortes que o conflito pode causar indiretamente nos próximos meses e anos. Espera-se que as mortes indiretas de palestinos por doenças sejam muito maiores devido à intensidade do conflito, à destruição da infraestrutura de saúde, à falta de alimentos, água, abrigo e locais seguros para os civis fugirem e à redução do financiamento da UNRWA. Usando outros conflitos como ponto de referência, eles estimaram que o número total de mortes relacionadas ao conflito em Gaza provavelmente será de três a 15 vezes maior do que o número de mortes relatado. Ao multiplicar as mortes relatadas por cinco, eles argumentaram que, de acordo com uma estimativa conservadora, "186.000 ou até mais mortes poderiam ser atribuídas ao atual conflito em Gaza". Spagat escreveu que a estimativa deles "carece de uma base sólida e é implausível". Mesmo assim, Spagat admitiu que era "justo chamar a atenção para o fato de que nem todas as mortes serão violentas diretas" e chamou o número de mortes em Gaza de "incrivelmente alto".

De acordo com uma carta de 2 de outubro de 2024 ao presidente dos Estados Unidos Joe Biden, à vice-presidente Kamala Harris e a outros, escrita por 99 profissionais de saúde estadunidenses que haviam servido em Gaza desde 7 de outubro de 2023, a estimativa mais conservadora com base nos dados disponíveis era de que pelo menos 62.413 pessoas em Gaza haviam morrido de fome (com base nos padrões de fome da Classificação de Fase de Segurança Alimentar Integrada financiada pelos Estados Unidos), a maioria delas crianças pequenas, e pelo menos 5.000 pessoas haviam morrido por falta de acesso a cuidados para doenças crônicas.

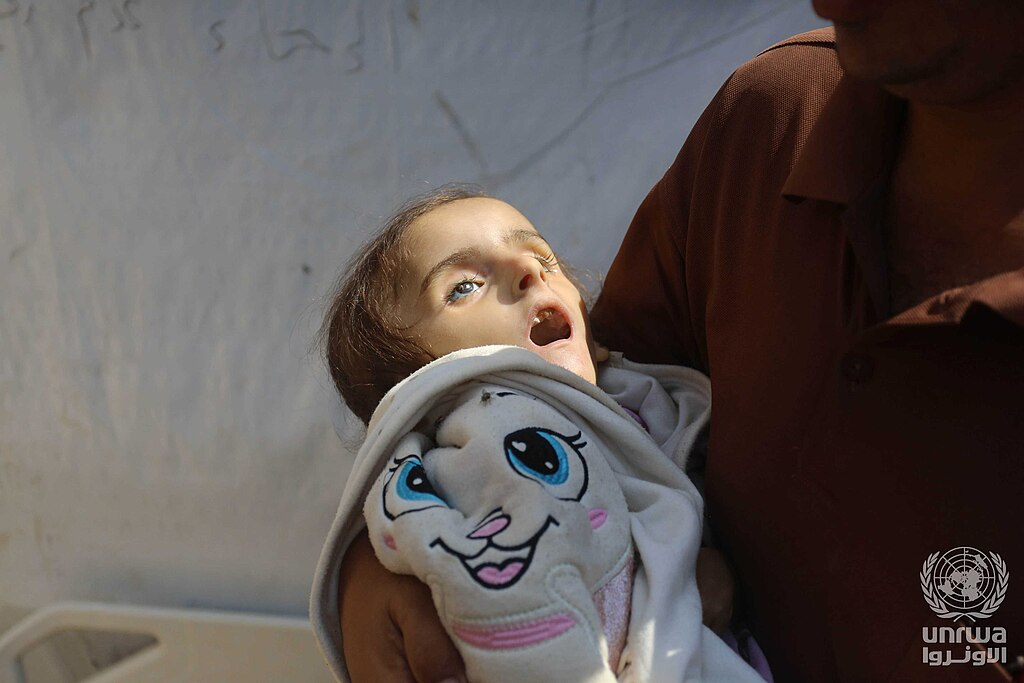
Uma menina palestina de 4 anos, que morreu por subnutrição

### Fome
Em 26 de fevereiro de 2024, a Human Rights Watch e a Anistia Internacional divulgaram declarações afirmando que Israel não havia cumprido a decisão da Corte Internacional de Justiça de 26 de janeiro de impedir o genocídio ao bloquear a entrada de ajuda em Gaza. Ambas as declarações fazem referência ao bloqueio de Gaza que já dura 16 anos, que se intensificou desde 9 de outubro de 2023. Um relatório da Refugees International constatou que Israel "impediu de forma consistente e infundada as operações de ajuda dentro de Gaza". A historiadora Melanie Tanielian argumenta que a fome, a privação e o bloqueio devem ser enfatizados como métodos de genocídio juntamente com os bombardeios em massa. Ela faz referência ao apelo de A. Dirk Moses para que não se ignorem formas menos chamativas de violência na destruição de populações, e destaca vários outros genocídios em que a fome e a inanição foram usadas como métodos de destruição. Em um relatório de abril, a B'Tselem chamou a fome que se desenrolava de "o produto de uma política israelense deliberada e consciente".

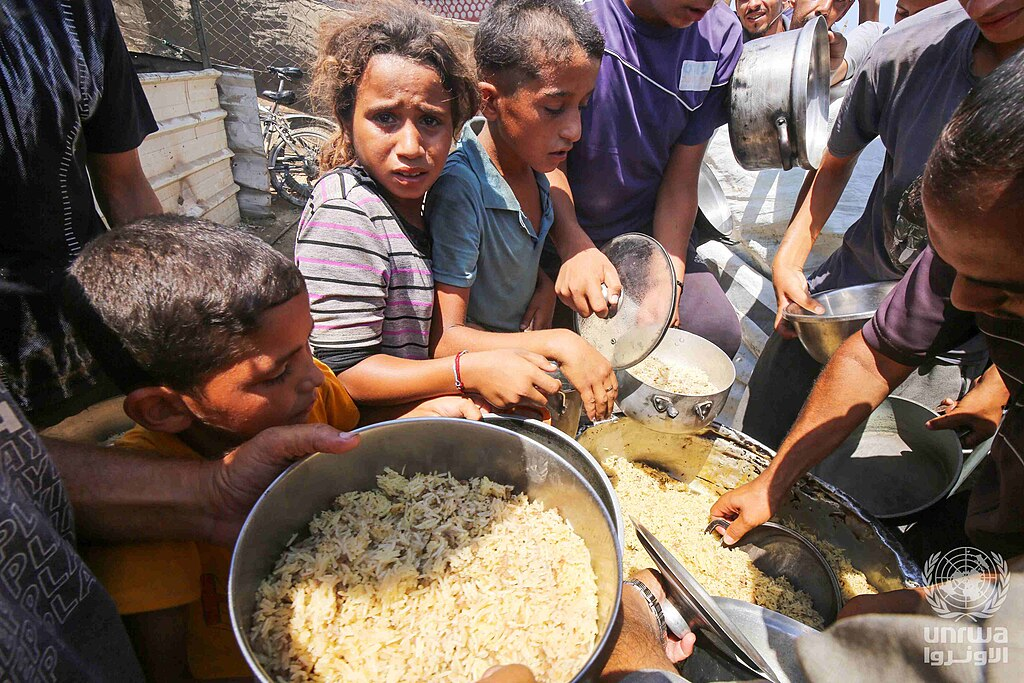
Palestinos deslocados em Deir el-Balah fazem fila para receber alimentos fornecidos por organizações de caridade

Em outubro de 2023, o Programa Alimentar Mundial alertou sobre a diminuição do suprimento de alimentos em Gaza, e em dezembro, juntamente com as Nações Unidas, informou que mais da metade da população de Gaza estava "morrendo de fome", menos de um em cada dez estava comendo todos os dias e 48% estavam sofrendo "fome extrema". O Ministro das Relações Exteriores da Palestina, Riyad al-Maliki, que faz parte da Autoridade Palestina, disse que Israel estava usando a fome como arma: "eles estão morrendo de fome por causa do uso deliberado da fome por Israel como arma de guerra contra o povo que ocupou". Uma autoridade israelense chamou a acusação de "mentirosa" e "delirante". Em dezembro de 2023, a Human Rights Watch também constatou que Israel estava usando a fome como arma de guerra ao negar deliberadamente o acesso a alimentos e água. Em 16 de janeiro de 2024, especialistas da ONU acusaram Israel de "destruir o sistema alimentar de Gaza e usar os alimentos como arma contra o povo palestino". Em fevereiro de 2024, o Ministro das Finanças Bezalel Smotrich impediu pessoalmente que carregamentos de farinha financiados pelos EUA entrassem em Gaza, violando as promessas que Israel havia feito ao governo dos EUA.
O professor de direito e relator especial das Nações Unidas sobre o direito à alimentação, Michael Fakhri, disse que Israel é "culpado" de genocídio porque "Israel anunciou sua intenção de destruir o povo palestino, no todo ou em parte, simplesmente por ser palestino" e porque Israel estava negando alimentos aos palestinos ao suspender a ajuda humanitária e "intencionalmente" destruir "embarcações de pesca em pequena escala, estufas e pomares em Gaza [...] Nunca vimos uma população civil passar fome tão rapidamente e de forma tão completa, esse é o consenso entre os especialistas em fome. Israel não está apenas alvejando civis, está tentando condenar o futuro do povo palestino prejudicando seus suas crianças." Após a decisão da CIJ, o número de caminhões de ajuda que Israel permitiu entrar em Gaza caiu 40%. Na reafirmação das medidas provisórias pela CIJ em março, o tribunal destacou os "níveis sem precedentes de insegurança alimentar vivenciados pelos palestinos na Faixa de Gaza nas últimas semanas, bem como os riscos crescentes de epidemias", reconhecendo que, desde a ordem de janeiro da Corte, houve uma "falta de cumprimento israelense", resultando em uma deterioração ainda maior das "condições de vida catastróficas".

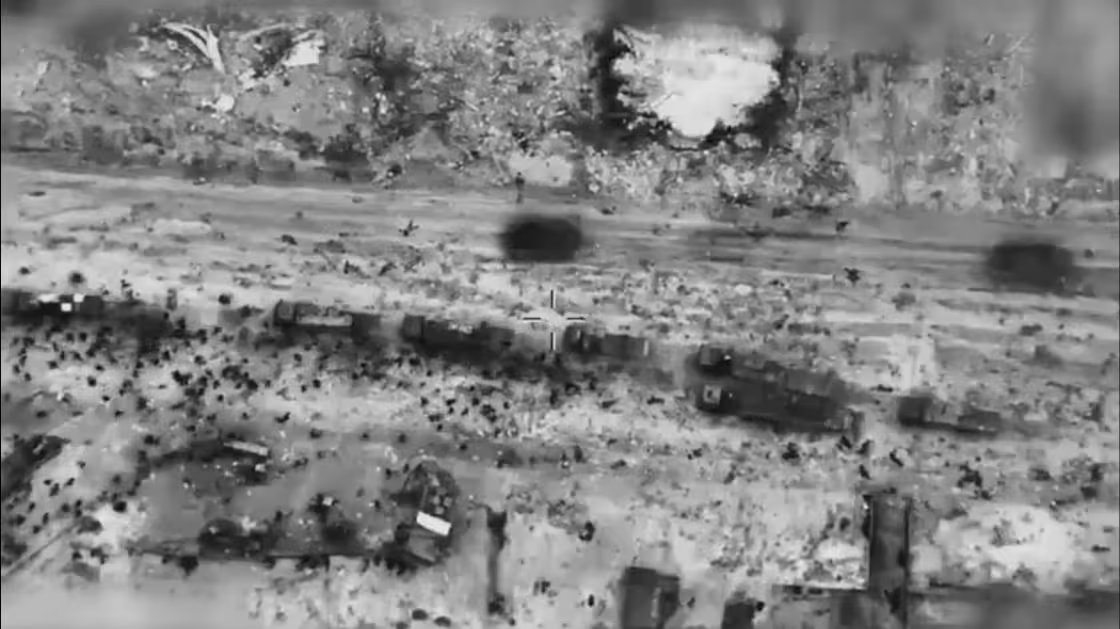
Cadáveres durante o massacre de Al-Rashid, de pelo menos 112 palestinos, pelas FDI. Israel negou a responsabilidade; a foto é de uma filmagem de drone divulgada pelas FDI, cortando o início do massacre.

Em 11 de março de 2024, 12 organizações israelenses de direitos humanos assinaram uma carta aberta acusando Israel de não cumprir a decisão da CIJ de evitar o genocídio facilitando a entrega de ajuda humanitária. Em abril, o relator especial da ONU sobre o direito à saúde, Tlaleng Mofokeng, disse que era óbvio que Israel estava "matando e causando danos irreparáveis aos civis palestinos com seus bombardeios", acrescentando: "Eles também estão impondo fome, desnutrição prolongada e desidratação de forma consciente e intencional" e acusou Israel de "genocídio".
Em outubro de 2024, Israel teria adotado uma versão modificada do Plano dos Generais. Algumas autoridades israelenses negaram que o plano tivesse sido adotado; no entanto, uma autoridade familiarizada com a situação afirmou que alguns aspectos do plano já estavam em andamento.  O plano proposto incluía ordens para que todos os residentes do norte de Gaza saíssem dentro de uma semana; a implementação de um cerco total à água, alimentos e combustível; e, em seguida, a prisão ou morte de todos os que permanecessem. Em meados de outubro de 2024, Israel havia ordenado a evacuação do norte de Gaza e impedido a entrada de ajuda humanitária por quase duas semanas. De acordo com Stephen Devereux, as mortes evitáveis devido à fome como resultado das políticas israelenses "quase certamente constituem um crime de guerra e um crime contra a humanidade".
Em 21 de novembro de 2024, o Tribunal Penal Internacional emitiu mandados de prisão para o primeiro-ministro israelense Benjamin Netanyahu e o ex-ministro da defesa Yoav Gallant, afirmando que os dois "têm responsabilidade criminal pelo crime de guerra de fome como método de guerra".

Israel suspendeu as restrições ao fluxo de ajuda para Gaza em janeiro e fevereiro de 2025 durante a primeira fase do cessar-fogo de janeiro. No entanto, em 2 de março, Israel anunciou que toda a ajuda humanitária seria bloqueada indefinidamente, a menos que o Hamas concordasse em alterar os termos do acordo de cessar-fogo, o que o Hamas se recusou a fazer. Quatro dias após a decisão, os suprimentos de alimentos em Gaza se esgotaram rapidamente e o preço dos alimentos mais do que dobrou. Agências de ajuda, como a Oxfam e a UNICEF, alertaram sobre a fome em massa se o congelamento da ajuda continuasse. A líder de políticas da Oxfam, Bushra Khalidi, previu "o colapso total dos sistemas que sustentam a vida". O advogado e ativista de direitos humanos Salah Abdel-Ati disse que as ações de Israel eram ilegais de acordo com o Protocolo I das Convenções de Genebra, que proíbe a destruição ou a retenção de itens essenciais, como alimentos, em zonas de combate.

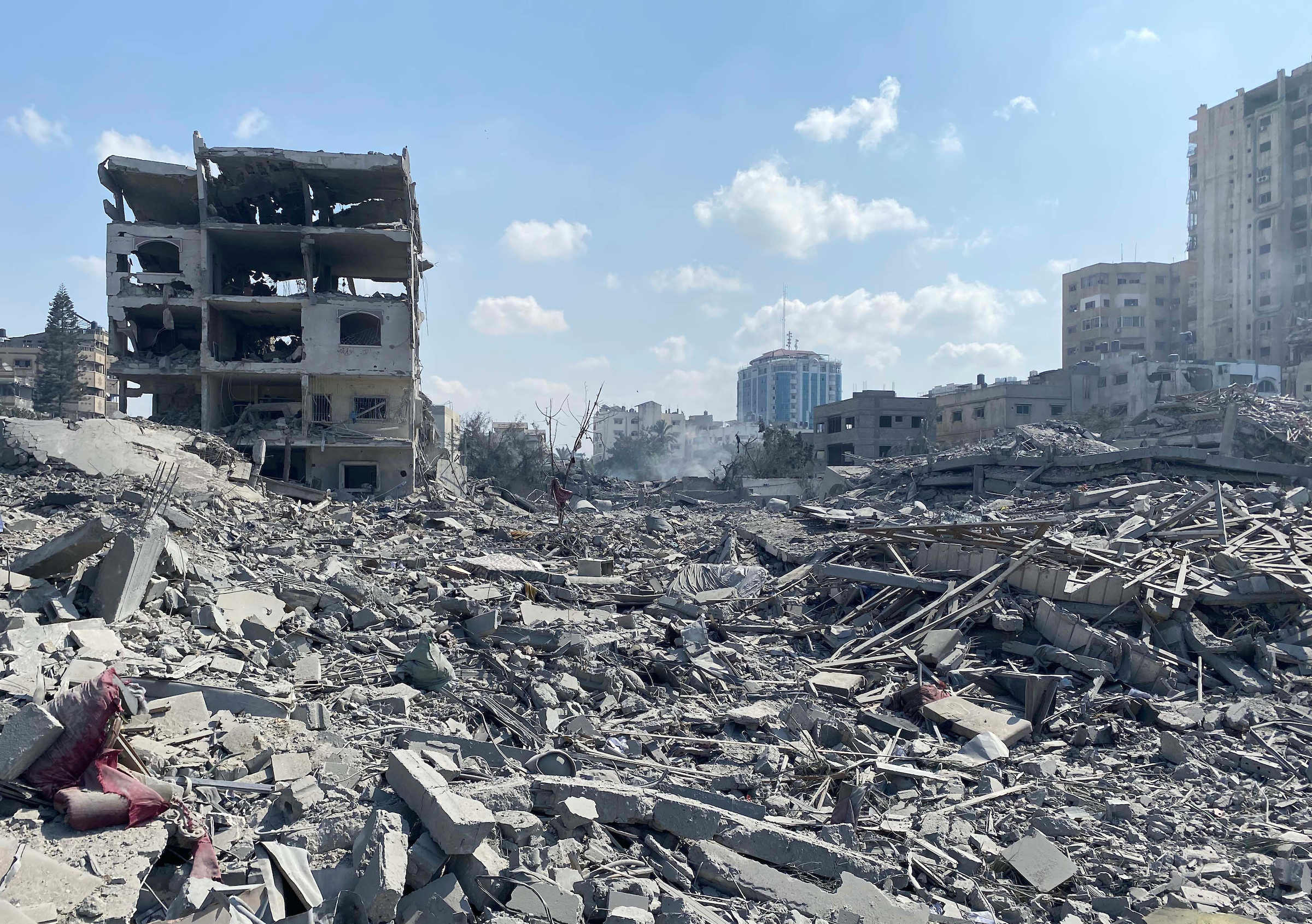
Destruição após ataque aéreo israelense na zona de El-Remal, em Gaza, em 9 de outubro de 2023

### Destruição deliberada de infraestrutura civil
Mark Levene e Elyse Semerdjian localizam a destruição em massa da infraestrutura dentro da doutrina Dahiya de Israel que foi implementada contra Gaza desde 2006, com Levene chamando-a de urbicídio e uma ferramenta de genocídio.
Em outubro de 2024, depois de monitorar e analisar a conduta de guerra de Israel em Gaza por mais de um ano, a Forensic Architecture publicou um mapa detalhando a campanha de Israel em Gaza intitulado "Uma Cartografia de Genocídio", acompanhado de um relatório de texto de 827 páginas que conclui que "a campanha militar de Israel em Gaza é organizada, sistemática e tem a intenção de destruir as condições de vida e a infraestrutura de sustentação da vida".

Em um relatório de dezembro de 2024, a Human Rights Watch acusou Israel de cometer atos de genocídio em Gaza ao atacar a infraestrutura de água e saneamento e privar os palestinos de acesso adequado à água. O relatório alega que Israel intencionalmente danificou e teve como alvo painéis solares que alimentam estações de tratamento, um reservatório e armazéns, ao mesmo tempo em que bloqueou materiais de reparo e combustível para geradores, cortou o fornecimento de eletricidade e atacou trabalhadores. Durante o inverno, pelo menos 15 crianças morreram de hipotermia devido à destruição de moradias e instalações de energia por Israel.

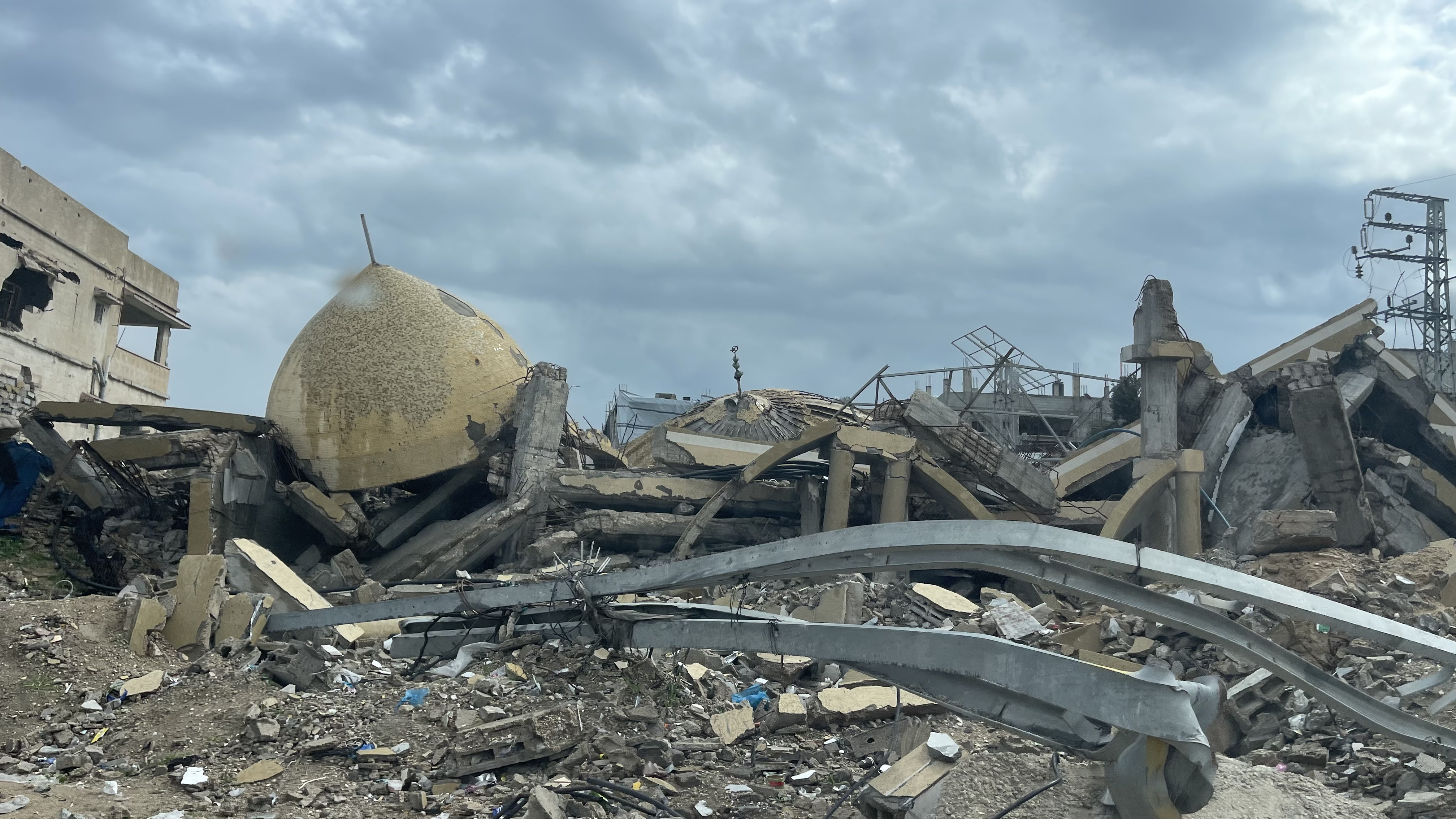
Uma mesquita em Gaza destruída por um ataque aéreo israelense. Israel destruiu 815 mesquitas e 19 cemitérios durante a guerra em Gaza.

### Destruição de locais culturais e religiosos
Em sua investigação, a Anistia Internacional observa que "embora a destruição de propriedades ou patrimônios históricos, culturais e religiosos não seja considerada um ato proibido pela Convenção sobre Genocídio, a CIJ estabeleceu que tal destruição pode fornecer evidências da intenção de destruir fisicamente o grupo quando realizada deliberadamente".
A Anistia identificou pelo menos quatro casos em que não havia "nenhuma necessidade militar imperativa" para a destruição deliberada de locais culturais e religiosos de Gaza.:216 Esses casos foram a destruição do campus Al-Mughraqa da Universidade Al-Azhar na Cidade de Gaza, o campus Al-Zahra da Universidade Israa, a mesquita Al-Dhilal e o cemitério Bani Suheila adjacente em Khan Younis, e a mesquita Al-Istiqlal em Khan Younis.:222–223 A Anistia apontou as atitudes e o comportamento dos soldados israelenses envolvidos nas demolições desses locais em vídeos postados nas mídias sociais como prova de que essas ações demonstravam intenção genocida. A Anistia também observou em seu relatório o volume total de destruição de locais culturais, históricos e religiosos de Gaza, incluindo os arquivos centrais de Gaza e vários locais arqueológicos, museus e monumentos.:216–219 A Anistia não conseguiu verificar a legalidade dos ataques a esses locais no momento da elaboração do relatório.:217–218

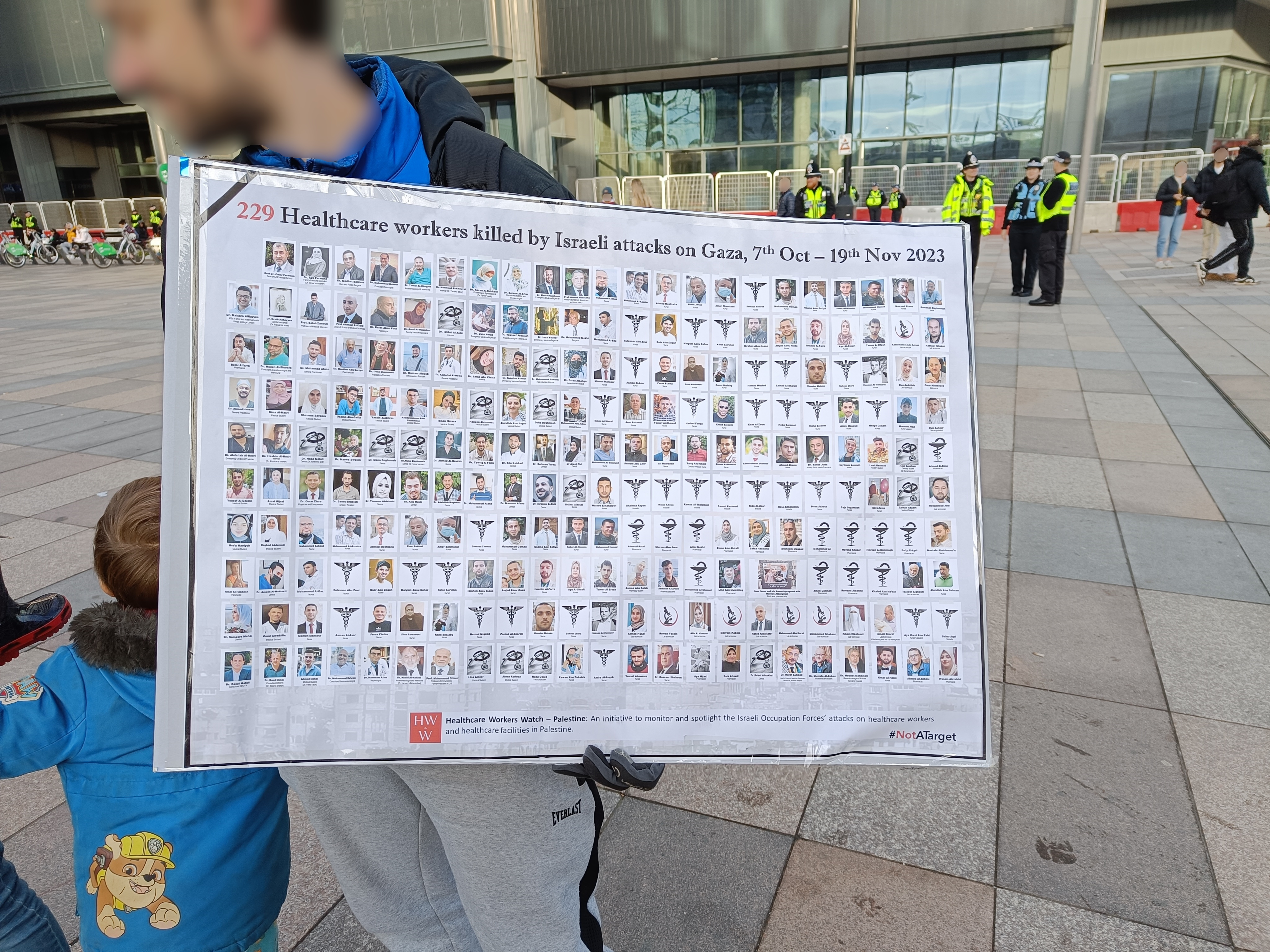
Fotos de trabalhadores da saúde em Gaza mortos em ataques israelenses

### Ataques ao sistema de saúde
Em artigos publicados em novembro de 2023 na The Lancet e em fevereiro de 2024 na revista BMJ Global Health, vários médicos detalharam como, em suas opiniões profissionais, o direcionamento da infraestrutura de saúde e do pessoal médico de Gaza, juntamente com a retórica abertamente genocida de vários políticos israelenses, constitui genocídio. Estudiosos da área jurídica também apoiaram essa avaliação. O sistema de saúde de Gaza enfrentou várias crises humanitárias como resultado do ataque de Israel: os hospitais enfrentaram falta de combustível e começaram a fechar as portas em 23 de outubro. Quando os hospitais ficaram completamente sem energia, vários bebês prematuros em UTINs morreram. Ataques aéreos israelenses mataram vários funcionários médicos e ambulâncias, instituições de saúde, sedes médicas e hospitais foram destruídos. A organização Médicos Sem Fronteiras relatou que muitas ambulâncias e instalações médicas foram danificadas ou destruídas, incluindo a morte de funcionários da MSF. No final de outubro, o Ministério da Saúde de Gaza disse que o sistema de saúde havia "entrado em colapso total".

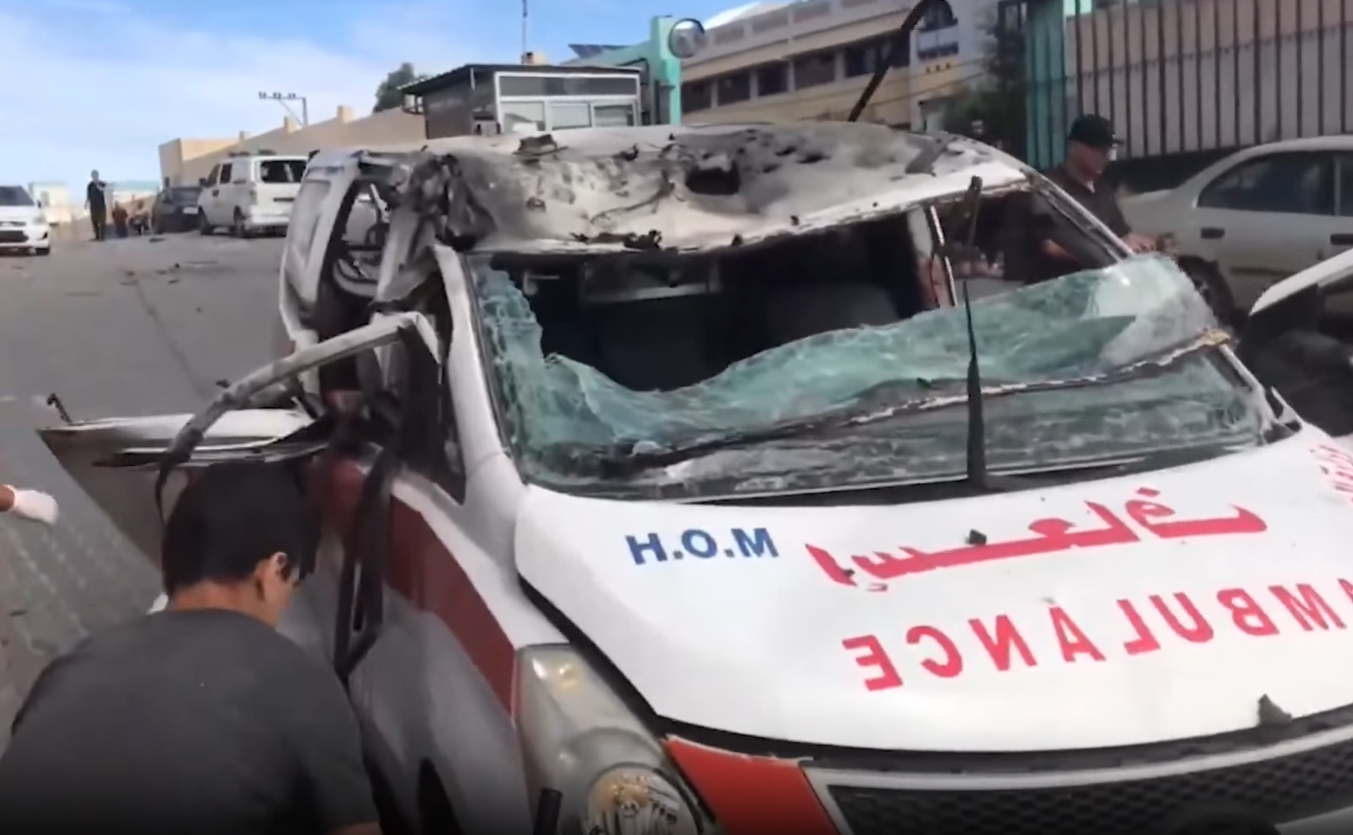
Ambulância operada pela Sociedade do Crescente Vermelho Palestino em Khan Younis, na Faixa de Gaza, depois de ter sido fortemente danificada por um ataque aéreo militar israelense

Em abril, a relatora especial da ONU sobre o direito à saúde, Tlaleng Mofokeng, disse: "A destruição das instalações de saúde continua a atingir proporções que ainda não foram totalmente quantificadas".
Até 25 de agosto de 2024, as Nações Unidas estimavam que a maioria dos 2,2 milhões de habitantes de Gaza estava confinada em uma área humanitária de aproximadamente 39 km2 (15 milhas quadradas), o que causa condições de aglomeração e uma falta crítica de serviços básicos, como água potável, e doenças que se espalham amplamente pela população, como a hepatite C.
Em 13 de março de 2025, uma investigação da ONU concluiu que Israel havia cometido atos genocidas em Gaza ao destruir sistematicamente suas instalações de saúde reprodutiva e, ao mesmo tempo, impor um cerco que impedia os medicamentos necessários para partos, gestações e cuidados neonatais, causando danos "irreversíveis" às perspectivas reprodutivas dos palestinos em Gaza. A comissão também descobriu que as forças israelenses atacaram e destruíram intencionalmente o centro de FIV Al-Basma, a principal clínica de fertilização in vitro de Gaza, que atendia de 2.000 a 3.000 pacientes por mês, incluindo todos os materiais reprodutivos armazenados para futuros bebês palestinos. Não foi encontrada nenhuma evidência de que o prédio era usado para fins militares. A comissão concluiu que a destruição "foi uma medida destinada a evitar nascimentos entre os palestinos em Gaza, o que é um ato genocida".
A 23 de Março de 2025, as FDI atacaram vários veículos humanitários, incluindo cinco ambulâncias, um veículo de bombeiros e um carro das Nações Unidas, na área de Al-Hashashin, no sul de Rafah, na Faixa de Gaza. O massacre  resultou na morte de 15 trabalhadores humanitários, dos quais oito membros  do Crescente Vermelho Palestino, cinco membros da defesa civil e um funcionário de uma agência da ONU. Só a 30 de março a maioria dos cadáveres  foi recuperada de uma vala comum em Rafah, onde tinham sido soterrados juntamente com os veículos destruídos em que tinham seguido. 

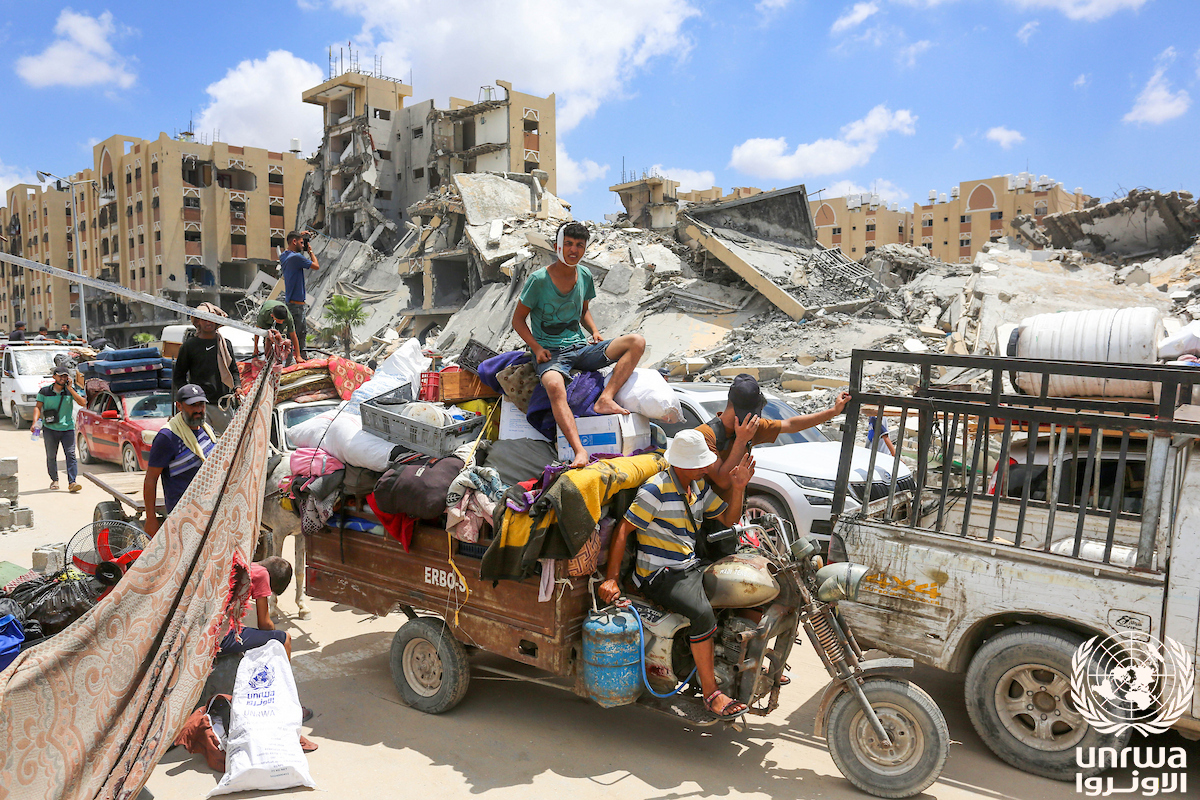
Refugiados palestinos obrigados a fugir do bairro de Hamad em Khan Yunis, no sul da Faixa de Gaza

### Deslocamento forçado
Em 6 de outubro de 2024, Israel designou todo o norte de Gaza como zona de combate e ordenou a evacuação de toda a população civil. Tanto analistas militares israelenses quanto o Al-Mezan Center for Human Rights alegaram que essa foi a primeira etapa do "Plano dos Generais", uma política proposta pelo ex-general israelense Giora Eiland para forçar os palestinos a saírem de Gaza sob pena de morte.
A Human Rights Watch relata que o deslocamento forçado sistemático de palestinos em Gaza por parte de Israel constitui crimes de guerra e crimes contra a humanidade. Desde outubro de 2023, as ordens de evacuação de Israel deslocaram 1,9 milhão de pessoas - quase toda a população de Gaza - por meio de diretrizes pouco claras e inconsistentes, muitas vezes emitidas em meio a bombardeios, deixando os civis sem rotas ou destinos seguros. Zonas humanitárias, como as rotas de evacuação de al-Mawasi e Salah al-Din Road, foram repetidamente atacadas, enquanto Israel bloqueava a ajuda humanitária, levando à fome, à destruição da infraestrutura e a condições inabitáveis. Altos funcionários israelenses declararam abertamente as intenções de reduzir o território de Gaza e expulsar os palestinos, reforçando as políticas de limpeza étnica e deslocamento permanente. O Escritório de Direitos Humanos da ONU disse que Israel pode estar causando a "destruição da população palestina na província mais ao norte de Gaza por meio de mortes e deslocamentos". A África do Sul e outros países criticaram as evacuações da Faixa de Gaza como um componente chave do genocídio.

### Detenções em massa, tortura e violência sexual
Israel foi acusado de prisões e detenções em massa indiscriminadas e foi registrado fazendo ameaças de mutilação, morte, incêndio criminoso e estupro; e torturando palestinos detidos sem acusações legais. Em agosto de 2024, o Escritório do Alto Comissariado das Nações Unidas para os Direitos Humanos relatou ter recebido o testemunho de palestinos presos no campo de detenção de Sde Teiman sobre estupro e agressão sexual perpetrados contra os detentos. O Instituto Lemkin considera esse e outros relatos semelhantes como indicativos de "violência sexualizada durante o genocídio", ou violência sexual sendo usada para destruir um grupo. Em seu relatório de dezembro de 2024, a Anistia Internacional escreveu que o padrão de abusos dentro das prisões israelenses “ressalta a desumanização sistemática e o abuso mental e físico dos palestinos em Gaza e também pode ser levado em consideração para inferir a intenção genocida a partir do padrão de conduta”.
Em fevereiro de 2025, acreditava-se que pelo menos 160 profissionais de saúde de Gaza estavam detidos por Israel, e outros 24 estavam desaparecidos após serem levados de hospitais em Gaza. O diretor do hospital Al-Shifa, Mohammed Abu Selmia, que foi detido por sete meses e libertado sem acusações, detalhou muitos dos abusos que enfrentou e disse que "não passa um dia sem tortura" nas prisões israelenses.
Em março de 2025, especialistas das Nações Unidas relataram que concluíram que Israel tinha como alvo e destruía sistematicamente as instalações de saúde das mulheres e usava a violência sexual como estratégia de guerra, praticando, portanto, atos genocidas contra os palestinos.

### Outros
Desde 7 de outubro de 2023, as FDI têm sido acusadas de usar força excessiva contra dezenas de escolas e hospitais; roubo; profanação e mutilação cruel e desnecessária de corpos de palestinos mortos; e de não fazer distinção, ou fazer uma distinção inadequada, entre as forças do Hamas e os civis. O direcionamento e a destruição de uma variedade de locais culturais e educacionais também foram citados como atos genocidas, assim como o uso de armas não convencionais, como o fósforo branco, que é contrário ao Protocolo III da Convenção sobre Certas Armas Convencionais, da qual Israel não é signatário.
Em 18 de abril de 2024, especialistas da ONU em Genebra condenaram Israel por seu "escolasticídio" na Faixa de Gaza, constatando que Israel havia destruído mais de 80% das escolas, matado 5.000 alunos, 261 professores e dezenas de professores universitários.

## Intenção e retórica genocidas

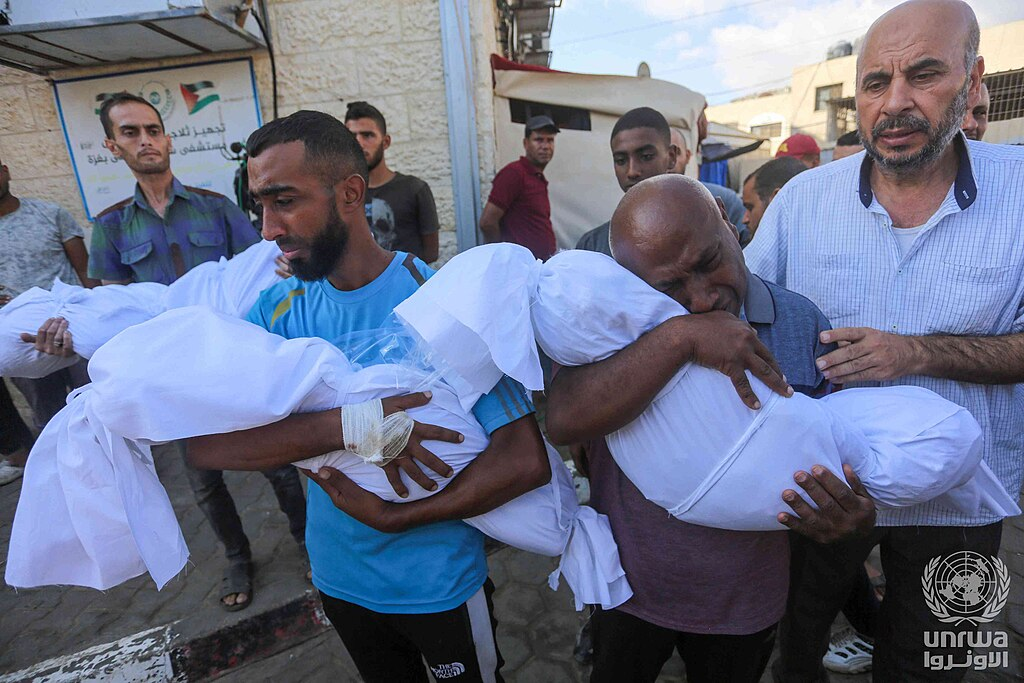
Um homem palestino em luto por seus parentes, que haviam sido assassinados em bombardeios israelenses na Faixa de Gaza

Como parte do caso Defense for Children International-Palestine et al v. Biden et al, o historiador do Holocausto Barry Trachtenberg testemunhou que há um consenso entre os historiadores do genocídio de que a situação em Gaza é um genocídio, principalmente porque as declarações das autoridades israelenses deixam isso bem claro. Ele disse: "Estamos a assistir ao genocídio se desenrolar enquanto falamos. Estamos nessa posição incrivelmente única em que podemos intervir para impedi-lo, usando os mecanismos da lei internacional que estão disponíveis para nós." Numa carta aberta publicada em 15 de Outubro de 2023 no Opinio Juris e no website da Third World Approaches to International Law Review, os acadêmicos afirmaram que as declarações dos responsáveis israelitas desde 7 de Outubro desse ano indicam a intenção de cometer genocídio. A 11 de junho de 2024, a conta oficial israelense no Twitter afirmou que "civis de Gaza participaram nos horríveis acontecimentos de 7 de outubro", citando posteriormente uma declaração num clipe de que "não há lá civis inocentes".
Após o 7 de Outubro, o primeiro ministro israelense Benjamin Netanyahu disse que Israel iria "cobrar um preço enorme ao inimigo" e transformar os esconderijos do Hamas “em escombros”. Omer Bartov, professor de Holocausto e genocídio, interpreta essas declarações como intenção genocida. Ao discutir as ações e intenções genocidas desde 7 de outubro, o estudioso do genocídio Mark Levene observou a retórica crescente de genocídio e limpeza étnica sob os governos anteriores de Netanyahu. Isso foi corroborado por Tia Goldenberg na AP News, que destacou as declarações do Ministro das Finanças Bezalel Smotrich como uma retórica cada vez mais genocida no governo de Netanyahu.

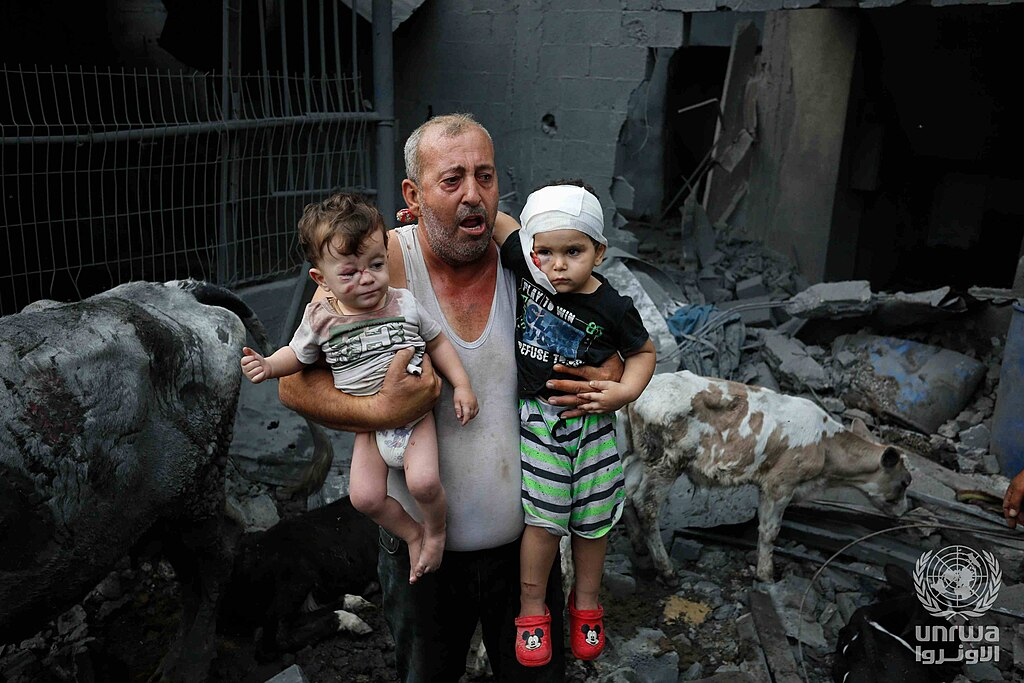
Um refugiado palestino carrega seus netos feridos pelo bombardeio israelense no campo de Nuseirat, na Faixa de Gaza

O historiador israelense Raz Segal e o jurista Luigi Daniele também apontaram para o aumento da retórica genocida antes de outubro de 2023, destacando um artigo do Times of Israel de maio de 2023 que afirmava que a única forma de alcançar a paz era “obliterar” a Palestina e que a existência da Palestina é “uma afronta à sociedade, à moralidade, à humanidade”. O artigo apela ainda à reeducação dos palestinos e declara que estes só poderão usufruir de direitos se deixarem de existir como nação. Segal e Daniele estabelecem paralelos entre a retórica deste artigo e a retórica equivalente dos meios de comunicação russos na invasão russa da Ucrânia. Segal e Daniele apontam também para comentários anteriores do Ministro da Segurança Nacional, Itamar Ben-Gvir, da ex-membro do Knesset, Ayelet Shaked, e de Bezalel Yoel Smotrich, que em fevereiro de 2023 apelou à destruição de aldeias palestinas na Cisjordânia. O estudioso do genocídio Shmuel Lederman reportou em pormenor como estes comentários de Smotrich, juntamente com outros que negam a nacionalidade palestina e apelam à sua destruição ou remoção do território reivindicado por Israel, estiveram na linha da frente das discussões políticas da liderança do Hamas em Gaza antes dos acontecimentos de Outubro de 2023. Veículos de comunicação na época dos comentários de Smotrich também destacaram sua natureza genocida.
Anatomy of a Genocide, um relatório apresentado ao CDHNU em 26 de março de 2024 por Francesca Albanese, Relatora Especial sobre a situação dos direitos humanos nos territórios palestinos ocupados desde 1967, concluiu que Israel estava cometendo atos de genocídio. Israel rejeitou o relatório chamando-lhe uma "inversão obscena da realidade". Num segundo relatório, Genocide as colonial erasure, divulgado em 28 de outubro para a AGNU, a relatora acusou Israel de realizar uma campanha sistemática de deslocação forçada, destruição e atos genocidas contra os palestinos em Gaza e na Cisjordânia. No caso do genocídio Rohingya da CIJ, vários estados (incluindo o Reino Unido e a Alemanha) apoiaram um padrão de evidência mais flexível para apoiar a intenção genocida do que o usado pela CIJ no passado - o que geralmente é a parte mais difícil de provar o genocídio em um tribunal. Os Estados argumentaram que a CIJ deveria "adotar uma abordagem equilibrada que reconhecesse a gravidade especial do crime de genocídio, sem tornar o limite para inferir a intenção genocida tão difícil de ser atingido a ponto de tornar as conclusões sobre o genocídio quase impossíveis".

### Ministros israelenses
De acordo com os acadêmicos Mark Levene e Abdelwahab El-Affendi, desde 7 de outubro de 2023, uma variedade de fontes e veículos oficiais e semioficiais se envolveram em retórica sugestiva de intenção genocida. O advogado israelense de direitos humanos Michael Sfard disse ao The New Arab que os ataques de 7 de outubro, a crise dos reféns da guerra de Gaza e os crimes de guerra do Hamas "geraram uma raiva que transformou o que era a retórica de grupos marginalizados em uma enxurrada de declarações feitas agora por políticos, jornalistas e celebridades, fornecendo um vento de popa" para que outros considerem esse discurso aceitável. Ele acrescentou: "Nós nos acostumamos com a retórica genocida que vem do Hamas. O pacto do Hamas tem artigos obviamente antissemitas severos, e também alguns que poderiam ser interpretados como expressão do desejo de eliminar os judeus em Israel. [...] No passado, era visto dentro de Israel como algo que estava além dos limites da legitimidade falar dessa forma sobre os palestinos. [...] Mas o dia 7 de outubro rompeu essa linha vermelha."

Em 9 de outubro de 2023, o Ministro da Defesa de Israel, Yoav Gallant, disse:
Ordenei um cerco completo à Faixa de Gaza. Não haverá eletricidade, nem alimentos, nem combustível, tudo está cortado. Estamos lutando contra bestas humanas e estamos agindo de acordo.
A declaração foi caracterizada como um exemplo de desumanização. De acordo com Kenneth Roth, embora alguns justifiquem essa observação como se referindo apenas ao Hamas, o contexto deixa claro que "animais humanos" se refere a todos em Gaza. As observações também foram relacionadas à fome em Gaza. Em 10 de outubro, Gallant disse: "Gaza não voltará a ser o que era antes. Não haverá Hamas. Nós eliminaremos tudo".
O Ministro da Agricultura de Israel, Avi Dichter, pediu que a guerra fosse a "Nakba de Gaza" no Canal 12. O Ministro do Patrimônio, Amihai Eliyahu, pediu que fosse lançada uma bomba atômica em Gaza. O Ministro das Comunicações, Shlomo Karhi, defendeu a remoção forçada de civis de Gaza e que Israel colonizasse a região, uma posição que outros ministros, como Ben-Gvir e Bezalel Smotrich, endossaram. Dov Waxman, diretor do Y&S Nazarian Center for Israel Studies da UCLA, disse que parte da retórica usada pelos ministros de direita pode ser vista como "potencialmente genocida" em sua desumanização dos civis palestinos. Ele acrescentou que essas declarações podem ter um impacto limitado sobre a política israelense, pois foram feitas por ministros "que não fazem parte do gabinete de guerra", mas que as sugestões ainda são preocupantes.
O Ministro da Energia de Israel, Israel Katz, disse: "Toda a população civil de Gaza tem ordem de sair imediatamente. Nós venceremos. Eles não receberão uma gota de água ou uma única bateria até que deixem o mundo."
Em 29 de abril de 2024, o Ministro das Finanças, Bezalel Smotrich, disse: "Não há meias medidas [...] Rafah, Deir al-Balah, Nuseirat - aniquilação total. 'Apagarás a lembrança de Amaleque de debaixo dos céus'. Não há lugar para eles debaixo dos céus." O jornal israelense Haaretz descreveu seus comentários como um apelo ao genocídio. Em agosto, Smotrich disse que "pode ser justificável e moral matar 2 milhões de pessoas de fome", lamentando que o mundo não permita isso.

### Presidente e membros do parlamento de Israel
O presidente de Israel, Isaac Herzog, culpou "toda a nação" da Palestina pelo ataque de 7 de outubro. Ele acrescentou: "Não é verdade, essa retórica sobre os civis não estarem cientes, não estarem envolvidos. Não é verdade, de forma alguma.Podiam ter-se revoltado." Mas a acusação nao é séria; como nota a israelita-norte-americana Dahlia Scheindlin, nunca é fácil que a pressão  pública force a saída de um regime, e a história diz-nos que os exemplos de falhanço são  multiplos. Ela aponta como exemplos o Irão , ou o próprio Israel onde os vestígios de  democracia estão a desaparecer.Mais tarde, Herzog alegou que suas observações foram tiradas do contexto, dizendo que estava tentando destacar "o envolvimento de muitos residentes de Gaza no massacre, nos saques e nos tumultos de 7 de outubro" e que aceitava a existência de palestinos inocentes em Gaza.

“É uma nação inteira que é responsável. Não é verdade esta retórica de que os civis não estão conscientes, não estão envolvidos. Não é absolutamente verdade. Podiam ter-se revoltado. Podiam ter lutado contra esse regime maléfico que tomou conta de Gaza num golpe de estado”.

Isaac Herzog, presidente de Israel
O vice-presidente do Knesset, Nissim Vaturi, escreveu nas mídias sociais que o governo estava permitindo que muita ajuda entrasse em Gaza e que as FDI deveriam "queimar Gaza agora". Em outra postagem, ele observou que o objetivo de Israel era "apagar a Faixa de Gaza da face da Terra". Quando solicitado a esclarecer suas declarações pelo Kol BaRama, Vaturi reiterou que Gaza e seus habitantes devem ser destruídos, dizendo "Não acho que haja pessoas inocentes lá agora... Se houver uma pessoa inocente lá, nós saberemos. Quem quer que fique lá deve ser eliminado, ponto final." Em 2025, Vaturi chamou os palestinos de "canalhas" e "sub-humanos" e pediu que os homens adultos de Gaza fossem separados das mulheres e crianças e assassinados.
Yitzhak Kroizer, que representa o partido de extrema-direita Otzma Yehudit no Knesset, disse em uma entrevista de rádio que a "Faixa de Gaza deveria ser arrasada, e para todos eles há apenas uma sentença, que é a morte." Tally Gotliv, do partido Likud, pediu o uso de armas nucleares contra Gaza. Moshe Saada, também do partido Likud, citou com aprovação um conhecido que lhe disse que todos em Gaza deveriam ser mortos. Ariel Kallner, do mesmo partido, escreveu em uma rede social que há "um objetivo: Nakba! Uma Nakba que ofuscará a Nakba de [1948]. Nakba em Gaza e Nakba para qualquer um que se atreva a participar".
Em janeiro de 2025, oito membros do Comitê de Assuntos Externos e Defesa do Knesset assinaram uma carta ao Ministro da Defesa Israel Katz propondo que Katz ordenasse a destruição de todos os suprimentos de alimentos e energia de Gaza e "matasse qualquer pessoa sem uma bandeira branca". O político palestino Rawhi Fattouh disse sobre a carta: "O Knesset tornou.se um covil para extremistas sanguinários [...] agora eles estão surpresos com o fato de os palestinos em Gaza ainda estarem vivos".

### Menções a Amaleque

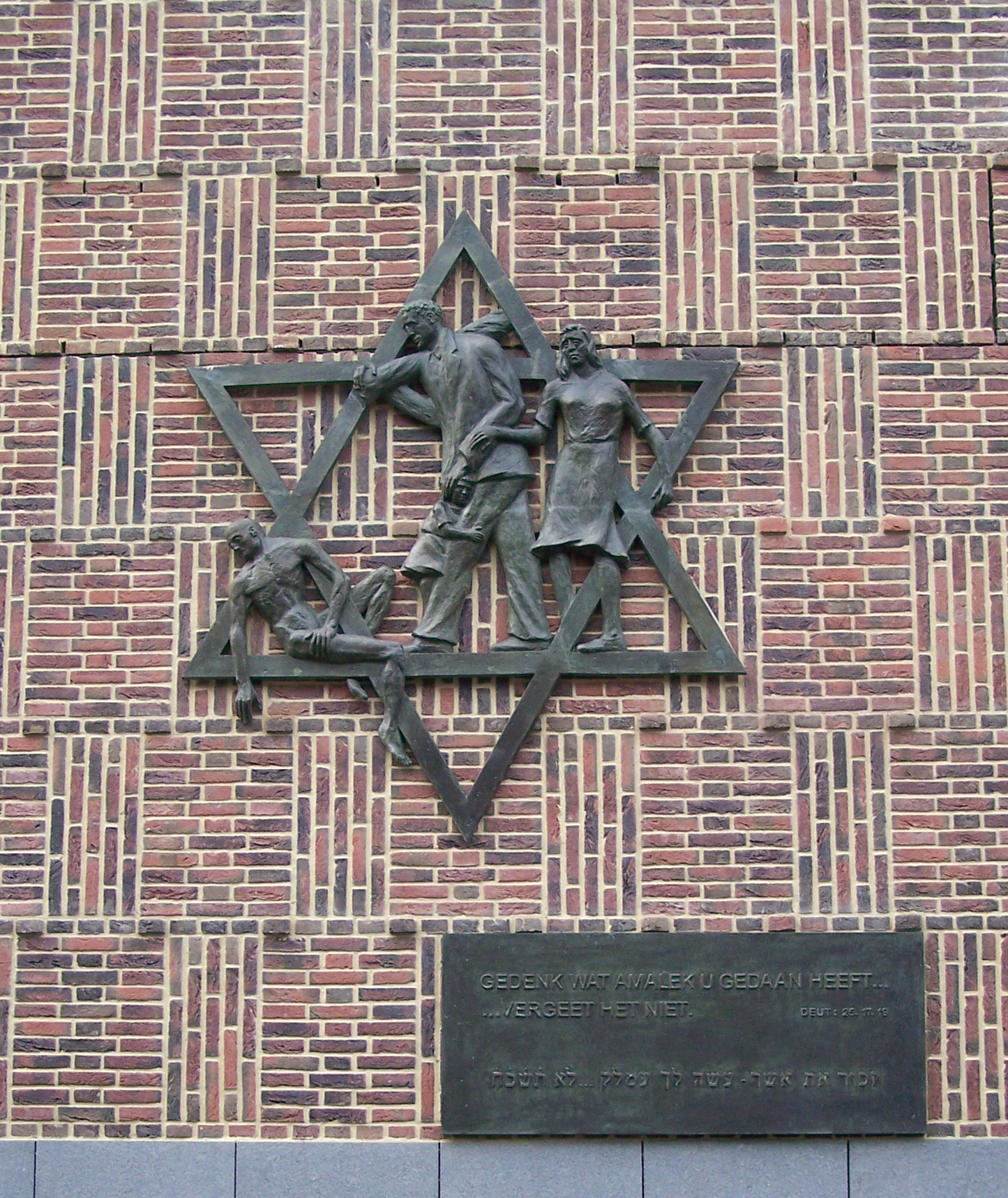
"Davidster" (Estrela de Davi) de Dick Stins, também conhecido como "o monumento de Amaleque", é um memorial do Holocausto em Haia. O texto ao lado (em holandês e hebraico) é de Deuteronômio 25:17, 19 – "Lembre-se do que Amaleque fez a você [...] não se esqueça."

A repetida invocação de Amaleque pelo Primeiro-Ministro israelense Benjamin Netanyahu durante a guerra foi considerada evidência de intenção genocida por muitos críticos, incluindo a África do Sul. Em um discurso em 28 de outubro de 2023, Netanyahu disse "vocês devem se lembrar do que Amaleque fez a vocês, diz nossa Bíblia Sagrada", citando Deuteronômio 25:17 na Bíblia hebraica. A frase "lembre-se do que Amaleque fez a você" (em hebraico: זכור את אשר עשה לך עמלק) é usada nos memoriais do Holocausto, inclusive no Yad Vashem e no Monumento Judaico de Haia. Netanyahu usou essa frase novamente em uma carta aos soldados em 3 de novembro de 2023.
Críticos relacionaram a alusão de Netanyahu a Amaleque com I Samuel 15:3: "Vai, pois, agora e fere a Amaleque; e destrói totalmente a tudo o que tiver, e não lhe perdoes; porém matarás desde o homem até à mulher, desde os meninos até aos de peito, desde os bois até às ovelhas, e desde os camelos até aos jumentos." Noah Lanard, da Mother Jones, chamou os versículos que discutem Amaleque entre os mais violentos da Bíblia e escreveu que eles têm um longo histórico de serem usados por judeus de extrema direita, como Baruch Goldstein, para justificar o extermínio de palestinos. Amaleque era "o inimigo que Deus ordenou que os antigos israelitas genocidassem", e acadêmicos chamaram o versículo de um exemplo de "genocídio divinamente ordenado".

### Outros oficiais israelenses
O major general Ghassan Alian, coordenador de atividades governamentais nos territórios, disse: "Não haverá eletricidade nem água [em Gaza], haverá apenas destruição. Vocês queriam o inferno, vocês terão o inferno." O ex-major-general das FDI, Giora Eiland, escreveu: "Gaza se tornará um lugar onde nenhum ser humano pode existir" e "criar uma grave crise humanitária em Gaza é um meio necessário para atingir o objetivo." O historiador israelense e estudioso do Holocausto, Omer Bartov, observou que nenhum político israelense e ninguém das FDI denunciou essa declaração. Sobre o bombardeio de Gaza por Israel, o porta-voz do exército israelense, Daniel Hagari, disse: "ao mesmo tempo em que equilibramos a precisão com extensão dos danos, no momento estamos concentrados no que causa o máximo de danos" Estudiosos do direito interpretaram isso como intenção de destruir Gaza.
O político de extrema direita e ex-membro do Knesset Moshe Feiglin disse: "Há uma e única solução, que é destruir completamente Gaza antes de invadi-la. Quero dizer destruição como a que aconteceu em Dresden e Hiroshima, mas sem armas nucleares." O Ministro da Economia Nir Barkat disse mais tarde: "Não me lembro da Grã-Bretanha ou dos Estados Unidos, no final da Segunda Guerra Mundial, ao bombardear Dresden, pensar nos residentes." Acadêmicos, políticos não israelenses e organizações de notícias também invocaram o bombardeio de Dresden para justificar o bombardeio de Gaza.
A embaixadora de Israel no Reino Unido, Tzipi Hotovely, uma aliada próxima de Netanyahu, foi acusada de incitar o genocídio por comentários que fez durante uma entrevista de rádio com Iain Dale. Hotovely disse que as FDI tinham como alvo "todas as escolas, todas as mesquitas, todas as casas" para destruir a rede de túneis do Hamas em Gaza. Dale objetou que esse era um argumento que propunha destruir toda a Faixa de Gaza. Hotovely respondeu: "Você tem outra solução?"
O jurista Nimer Sultany destaca as declarações de vários comandantes do exército israelense que lideram as operações terrestres no norte de Gaza, que pedem o despovoamento e uma abordagem de "terra arrasada". Os soldados têm repetido esses sentimentos nas mídias sociais. O historiador Yoav Di-Capua também aponta para o número crescente de oficiais e soldados que fazem parte do Hardal, que Di-Capua identifica como seguindo uma ideologia genocida.
O ex-Ministro da Defesa israelense Moshe Ya'alon disse: "O caminho pelo qual estamos sendo conduzidos atualmente envolve conquista, anexação e limpeza étnica". Ao falar com a comunidade judaica austríaca em março de 2025, o embaixador israelense na Áustria, David Roet, sugeriu que as crianças palestinas em Gaza deveriam ser executadas e descartou as preocupações com os assassinatos de civis em Gaza.

### Outras evidências de intenção genocida

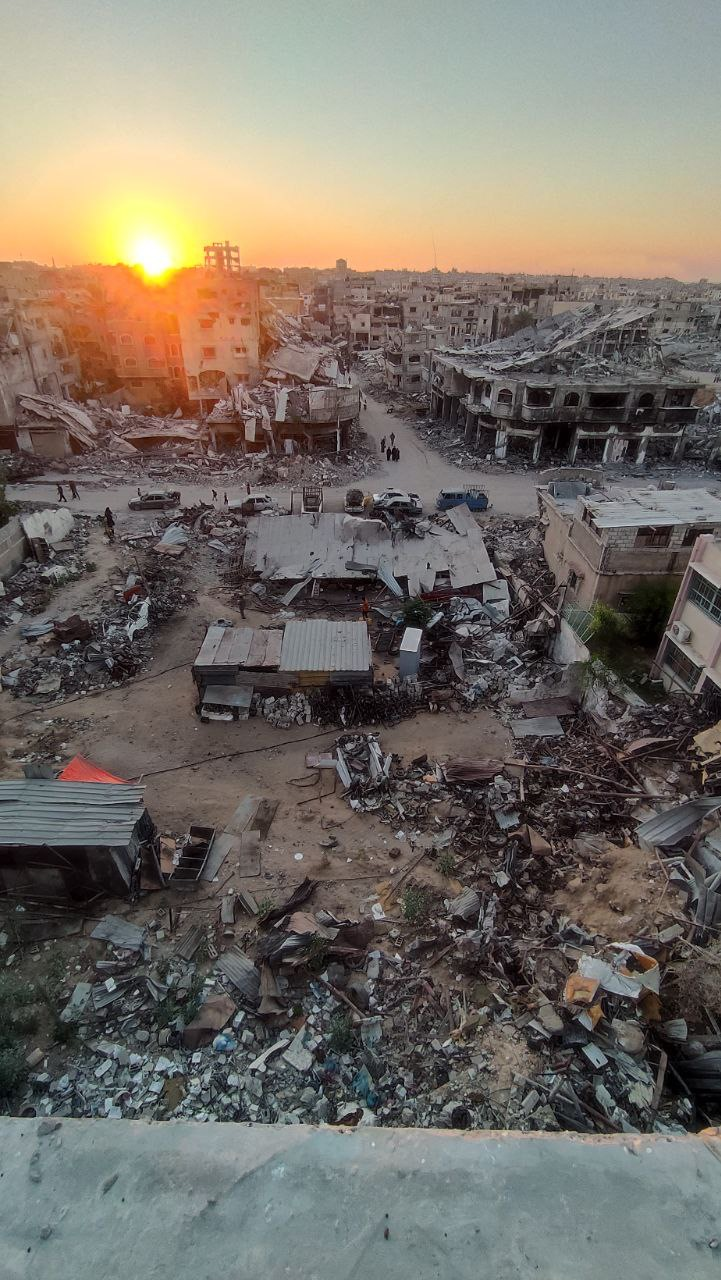
Destruição na cidade de Gaza em junho de 2024

Maryam Jamshidi, professora da Faculdade de Direito da Universidade do Colorado, cita a diferença entre o alvo declarado de Israel de "destruir o Hamas, incluindo o extermínio de sua liderança política e administrativa e a aniquilação de sua força policial civil e de sua ala militar", e seu alvo real da "liderança intelectual, cultural e religiosa de Gaza". Citando argumentos anteriores relacionados ao genocídio na Bósnia, ela escreve que a intenção genocida pode ser comprovada "por meio de evidências de que a liderança civil do grupo protegido, bem como suas forças militares e policiais, foram alvo de eliminação" quando isso torna o restante do grupo mais vulnerável a vários abusos ilegais, como a migração forçada. Visar organizações civis controladas pelo Hamas é ilegal de acordo com a lei internacional.
Em outro artigo, Jamshidi argumenta que "o padrão de longa data da conduta israelense em relação aos palestinos em geral e em Gaza" – como o bloqueio de Gaza e a destruição da infraestrutura civil durante as guerras anteriores – o alto número de mortes de civis durante a guerra, e o "deslocamento forçado em massa e a limpeza étnica" sob o pretexto de zonas de segurança humanitária, são "práticas das FDI que desmentem a alegação de Israel de que sua 'guerra' é apenas contra o Hamas e outros grupos armados palestinos, e não contra civis palestinos", a abundância de atrocidades registradas por smartphones e publicadas pela mídia e os relatórios de especialistas da ONU que apoiam uma conclusão de genocídio aumentam a probabilidade de a CIJ decidir a favor da África do Sul.
Em um artigo para o blog do European Journal of International Law, John B. Quigley, professor de direito, argumentou que as condições de vida que a guerra infligiu a Gaza poderiam ser usadas como prova de intenção genocida na ausência de provas diretas, pois são tão destrutivas que Israel deveria saber que resultariam no extermínio dos palestinos em Gaza.

## Discussão acadêmica e jurídica
No final de 2023, a Canadian Broadcasting Corporation informou que "um número crescente de acadêmicos, juristas e governos estão acusando o governo israelense de realizar um genocídio contra os palestinos em Gaza". A advogada de direitos humanos Susan Akram, comentando um relatório de maio de 2024 da University Network for Human Rights e sobre a resistência em rotular as ações de Israel como genocídio, disse: "A oposição é política, pois há consenso entre a comunidade jurídica internacional de direitos humanos, muitos outros especialistas jurídicos e políticos, inclusive muitos estudiosos do Holocausto, de que Israel está cometendo genocídio em Gaza".
Embora Israel e seus apoiadores, inclusive os EUA, neguem a acusação, "uma lista crescente de estudiosos de genocídio e especialistas em direito internacional" usam a palavra genocídio para descrever as ações israelenses. Um relatório da Anistia Internacional de dezembro de 2024 "acrescenta uma voz influente a uma lista crescente de agentes que acusaram Israel de cometer genocídio", refletindo como "grupos de direitos humanos e advogados internacionais acreditam cada vez mais que suas ações em Gaza constituem genocídio sob a definição restrita adotada em 1948." O professor de direito Adil Ahmad Haque disse que o relatório descreve violações graves do direito internacional humanitário, que a Anistia "aplica corretamente a lei existente" e que "as conclusões legais da Anistia só podem ser totalmente avaliadas à luz de suas extensas descobertas factuais, que os leitores devem examinar cuidadosamente por si mesmos". Após o relatório da Anistia, a Human Rights Watch tornou-se "a mais recente entre um número crescente de críticos a acusar Israel de atos genocidas" em Gaza.

### Estudos de genocídio e do Holocausto

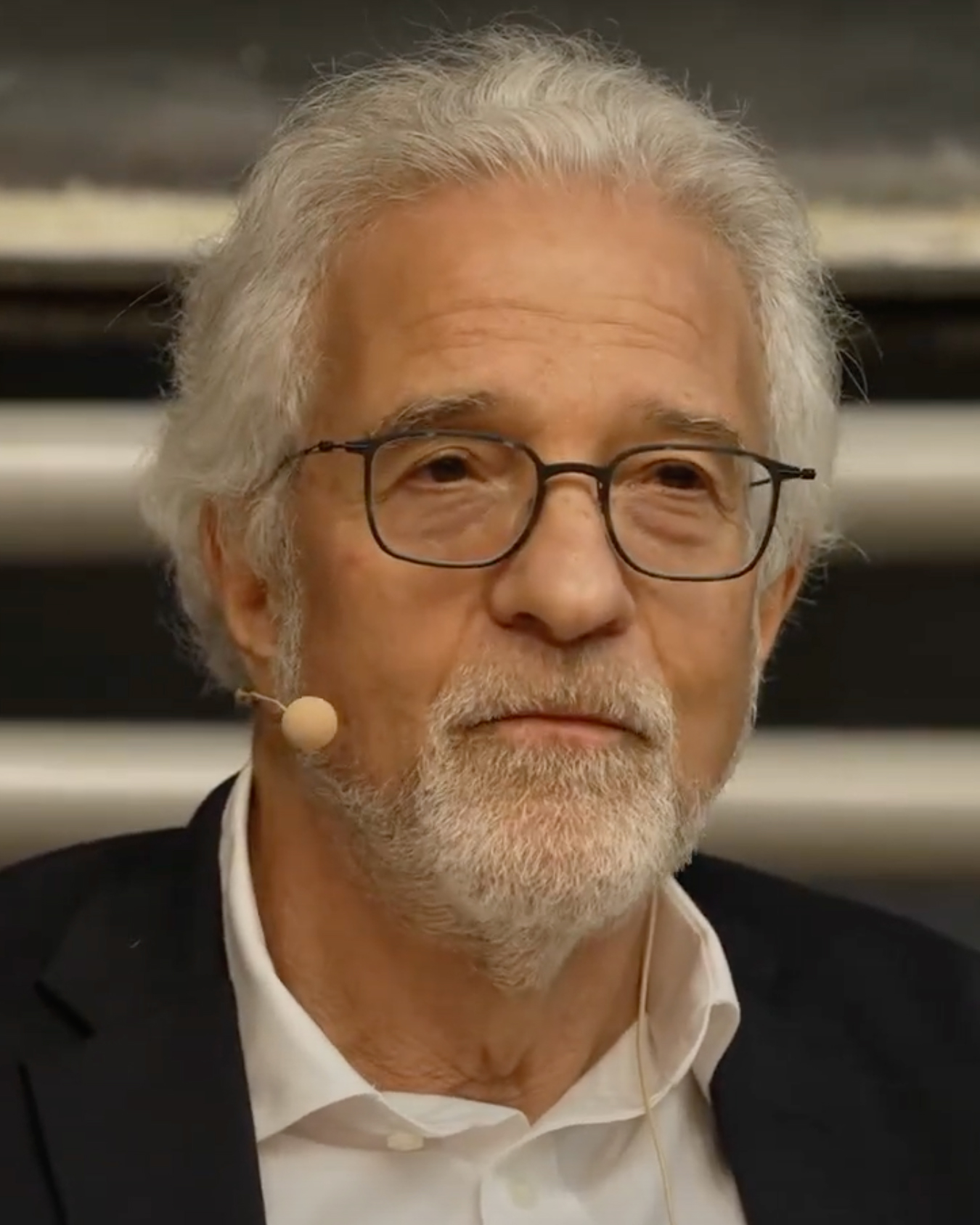
Omer Bartov, um importante estudioso israelense do Holocausto e do genocídio que escreveu extensivamente sobre as ações de Israel em Gaza

As opiniões de muitos estudiosos dos estudos sobre o Holocausto e genocídio (HGS) expressas no final de 2023 eram diferentes das opiniões de outros estudiosos da área e de outras áreas acadêmicas. No final de 2024, o The Guardian relatou uma divisão contínua na área, "com muitos se mantendo à margem". Raz Segal, que chamou os atos israelenses de "caso exemplar de genocídio" no início, disse que a guerra "exacerbou a fissura fundamental que há muito tempo divide a comunidade".
Outros acadêmicos também consideraram genocidas os ataques de Israel à infraestrutura, aos alimentos e à água. Em 19 de outubro de 2023, 100 organizações da sociedade civil e seis estudiosos de genocídio enviaram ao Promotor do Tribunal Penal Internacional Karim Khan uma carta pedindo que ele emitisse mandados de prisão para autoridades israelenses em casos já apresentados ao promotor; que investigasse novos crimes cometidos nos territórios palestinos, inclusive incitação ao genocídio, desde 7 de outubro; que emitisse uma declaração preventiva contra crimes de guerra; e que lembrasse a todos os Estados suas obrigações de acordo com o direito internacional. A carta afirma que as declarações das autoridades israelenses demonstraram "clara intenção de cometer crimes de guerra, crimes contra a humanidade e incitação ao genocídio, usando linguagem desumanizante para descrever os palestinos". Os estudiosos de genocídio que assinaram o documento foram Raz Segal, Barry Trachtenberg, Robert McNeil, Damien Short, Taner Akçam e Victoria Sanford. Em outubro de 2024, Segal, Adam Jones, Ernesto Verdeja e Michael Becker disseram que havia evidências de genocídio em Gaza, enquanto Dov Waxman disse que não havia evidências suficientes de uma “intenção de destruir”, embora o jornalista da Vox Media que o entrevistou tenha observado que ele era o único estudioso que ainda mantinha essa opinião.

## Procedimentos legais

### África do Sul v. Israel

África do Sul
Países favoráveis ao caso da África do Sul
Países contrários ao caso da África do Sul
Israel

A África do Sul instaurou um processo na Corte Internacional de Justiça (CIJ) de acordo com a Convenção sobre Genocídio, da qual tanto Israel quanto a África do Sul são signatários, acusando Israel de cometer genocídio, crimes de guerra e crimes contra a humanidade contra os palestinos em Gaza. O presidente sul-africano Cyril Ramaphosa comparou as ações de Israel ao apartheid. Várias organizações de direitos humanos, organizações internacionais e outras nações apoiaram o processo da África do Sul.
Em 6 de março de 2024, a África do Sul solicitou à CIJ que ordenasse medidas adicionais contra Israel porque os habitantes de Gaza estão enfrentando fome em massa. Em maio, o tribunal emitiu o que alguns especialistas consideraram ser uma ordem ambígua, mas que foi amplamente entendida como uma exigência para que Israel interrompesse imediatamente sua ofensiva em Rafah. Israel rejeitou essa interpretação e continuou com suas operações ofensivas.

#### Resposta de Israel
O porta-voz do governo israelense, Eylon Levy, rejeitou as alegações “com repulsa” e acusou a África do Sul de cooperar com o Hamas, chamando as alegações da África do Sul de “libelo de sangue” que favorece “os herdeiros modernos dos nazistas”. Em 2 de janeiro de 2024, Israel decidiu comparecer perante a CIJ em resposta ao caso da África do Sul, apesar de um histórico de ignorar os tribunais internacionais. Em 13 de janeiro, Netanyahu disse: "Ninguém nos impedirá. Nem Haia, nem o Eixo do Mal, ninguém." As autoridades israelenses chamaram o tribunal de antissemita. A posição de Israel é que "embora lamentável, a morte em massa de milhares de civis palestinos é necessária, inevitável e justificável em legítima defesa." As ações da África do Sul encontraram apoio de alguns políticos israelenses, inclusive Ofer Cassif.

### Tribunal Penal Internacional
Em 20 de maio de 2024, o promotor do Tribunal Penal Internacional (TPI), Karim Khan, solicitou mandados de prisão contra o primeiro-ministro israelense Benjamin Netanyahu e o ministro da Defesa Yoav Gallant, dizendo que tinha motivos razoáveis para acreditar que eles tinham responsabilidade criminal por crimes de guerra e crimes contra a humanidade cometidos na Faixa de Gaza desde pelo menos 8 de outubro de 2023. A lista de crimes não incluía genocídio, que é legalmente distinto de extermínio. Os mandados de prisão contra Netanyahu e Gallant foram emitidos em 21 de novembro de 2024. Como parte de um relatório de dezembro de 2024 acusando Israel de genocídio, a Anistia Internacional pediu ao TPI "que considere urgentemente a prática do crime de genocídio por autoridades israelenses desde 7 de outubro de 2023 na investigação em andamento sobre a situação no Estado da Palestina".

## Responsabilidade de estados terceiros
Estados terceiros são obrigados a "empregar todos os meios razoavelmente disponíveis, de modo a evitar o genocídio na medida do possível" e não devem fornecer "meios para permitir ou facilitar a prática do crime".
Em janeiro de 2024, o ex-porta-voz da UNRWA, Chris Gunness, disse que os EUA e o Reino Unido são cúmplices do genocídio contra Gaza. Em março, a OXFAM divulgou uma declaração detalhando sua intenção, juntamente com várias outras ONGs, de processar a Dinamarca para impedir a venda de armas a Israel, alertando que, ao vender armas, a Dinamarca é “cúmplice de violações do direito internacional humanitário. Em agosto, o acadêmico jurídico Shahd Hammouri disse que havia um caso “muito forte” de cumplicidade dos países ocidentais, principalmente dos EUA, no genocídio contra os palestinos.
O acadêmico jurídico Matiangai Sirleaf escreveu que Gaza "é o primeiro genocídio ‘transmitido ao vivo’ da história", mas que as informações claras sobre o que está acontecendo não se traduziram em ação efetiva por parte da comunidade internacional. A Comissão Internacional Independente de Inquérito sobre a Palestina disse que "os Estados podem ser cúmplices por não conseguirem evitar o genocídio se não agirem em conformidade" com as ordens da Corte Internacional de Justiça ou se ajudarem ou auxiliarem diretamente "o cometimento de genocídio". Outros jornalistas e acadêmicos de todo o mundo escreveram que as ações dos EUA e de outros países ocidentais estão a dar permissão implícita para o genocídio.

## Discussão cultural
Várias figuras públicas afirmaram que Israel está cometendo genocídio em Gaza, como Kid Cudi, Macklemore e Summer Walker. Melissa Barrera foi demitida da franquia Scream por republicar em uma mídia social um artigo acusando Israel de genocídio. A Time mencionou a demissão de Barrera no contexto de uma “divisão crescente” dentro de Hollywood em relação à guerra. O veredicto de Raz Segal sobre "genocídio exemplar" foi citado com aprovação pela ativista climática Greta Thunberg e pelo apresentador de futebol da BBC Gary Lineker.
Em dezembro de 2023, Olly Alexander, que representou o Reino Unido no Festival Eurovisão da Canção de 2024, assinou uma carta da associação LGBT Voices4London que acusa Israel de genocídio contra os palestinos. O governo israelense e a Campaign Against Antisemitism condenaram suas opiniões e pediram à BBC que não permitisse que ele se apresentasse no concurso. A BBC rejeitou o pedido de Israel para cortar relações com Alexander por causa de suas opiniões.
Na cerimônia de premiação dos Óscares de 2024, depois de receber o prêmio de Melhor Longa-metragem Internacional por A Zona de Interesse, Jonathan Glazer traçou paralelos entre a representação do Holocausto em seu filme e o bombardeio e cerco contínuos de Israel a Gaza. A jornalista Naomi Klein ampliou os paralelos entre Gaza e a representação do Holocausto no filme, destacando a normalização da ação genocida.
A ganhadora do Prêmio Nobel da Paz, Malala Yousafzai, disse: "Quando vemos sinais alarmantes de genocídio, não podemos esperar para tomar medidas decisivas. Devemos trabalhar juntos para instar nossos líderes a interromper esses crimes de guerra e responsabilizar os perpetradores." A também ganhadora do Prêmio Nobel da Paz, Tawakkol Karman, disse: "O mundo está em silêncio diante do genocídio e da limpeza étnica do povo palestino em Gaza."